# 下田麻美
下田 麻美（しもだ あさみ、1986年1月30日 - ）は、日本の声優、舞台女優、歌手。鳥取県鳥取市出身。アーツビジョン所属。
代表作に『IS 〈インフィニット・ストラトス〉』（凰鈴音）、『THE IDOLM@STER』（双海亜美・真美）、鏡音リン・レン、『お兄ちゃんだけど愛さえあれば関係ないよねっ』（猿渡銀兵衛春臣）などがある。

## 経歴
声優になりたいと思ったきっかけは覚えておらず、気が付いたら声優になりたいと考えていたという。小学2年生位の時には、「ペットが好きだからペットショップで働きたい」と言ってたという。
小学4年生の時には「声優になりたい」と言っており、初めて知った声優はテレビアニメ『美少女戦士セーラームーン』の主人公のセーラームーンを演じる三石琴乃であり、セーラームーンに憧れがあったため、それがきっかけになっていたと語る。
中学時代に漫画好きの友人と集まり、好きな漫画をテープに録音してドラマ仕立てで楽しみ、気が付いたら職業としての声優を進路として真剣に考えるようになった。
2006年まで年1回行われていた「アーツビジョン無料新人育成オーディション」に合格し、17期特待生として日本ナレーション演技研究所を経て、アーツビジョン所属となった。
初仕事はラジオ番組の出演だった。2005年に稼動した業務用ゲーム『THE IDOLM@STER』の双海亜美・双海真美役で本格的にデビュー。2002年の高校生だった時にオーディションを受けていた。『THE IDOLM@STER』のオーディションでは当初は水瀬伊織役で受けていた。その時に「セリフがもらえるのかな」と思っていたところセリフがなく、「自分で考えてください」と言われ、「わたしは、マライア・キャリーみたいになるんだよぉ」と考えて言っていた。その時、「今度は双海亜美ちゃんでやってください」と話をもらい、年をまたいで1月上旬頃に、マネージャーから「サクラサク」とメールが来て、そのメールを受け取った時はめちゃくちゃ嬉しかった。当時はまだ養成所の1年生だったため、担当の講師も「下田、よかったじゃ～ん」と喜んでおり、下田も「ここから夢のような日々が広がっていくんだ」と幻覚に包まれてていたという。最初に亜美と真美を演じていた時は役作りのリクエストとして「ひとりがふたりに分裂したイメージ」ということだったため、ほとんど演じ分けはしておらず、「おんなじのがふたりいるぞー！！　なんたるやかましさ！　でも、そんなふたりに振り回されて幸せ……！」と感じてもらえることを重視していた。その後も変わらないが、たくさんのプロデューサーと月日を過ごしていく中で、こちらから発信した意図的な個性とは違う、各々の個性が成長していったように思ったという。
2009年6月に本人名義としては初のソロアルバム『Prism』をリリース。それに連動してニコニコ動画に「下田麻美ちゃんねる」が2009年4月27日に開設された。
ユニット活動は、個人的な活動の「elements」（エレメンツ）が声優の狩野茉莉と2007年8月から2010年3月まで、2008年のテレビアニメ『今日の5の2』の出演声優によるユニット「Friends」は番組終了後の2009年10月まで。
2007年に発売されたVOCALOID2『鏡音リン・レン』の声データの提供者で、キャラクターとしての鏡音リン・レンの声の他、追加ライブラリのための音声収録に参加している。
2013年7月13日、故郷である鳥取県から「とっとりふるさと大使」を委嘱された。
2017年12月26日、自身のオフィシャルブログで一般人男性と入籍したことを発表した。2021年8月9日、第1子男児の出産を報告した。

## 人物・エピソード
ニックネーム「あさぽん」はラジオ番組にゲストで出演した時に、リスナーの投稿で「あさぽん」と呼ばれたことをきっかけに本人が決めた。他の愛称に「アーサー」。主に長谷川明子がこの愛称を使っている、「げったん」、「ぽんちゃん」など。
趣味・特技はものまね、ショッピング、替え歌、作詞。小学校時代は物凄くおとなしい子供だったが、実家では元気であり、モノマネ、ギャグを言って家族を笑わせていたという。中学時代は作文、英語が得意であり、弁論大会に学校代表として出場した経験を持つ。高校生のときに声優養成所の特待生に合格し、高校在学中は住まいのある鳥取と東京を夜行バスなどで週1回往復する生活をした。この当時の様子をNHK鳥取放送局が取材しており、そのときの担当がアニメ好きとして知られる当時同局アナウンサーの塩澤大輔（現・東京アナウンス室）だったことから、下田・塩澤の両者から当時のことについての言及が見られる。
ゲーム『THE IDOLM@STER』に収録された『エージェント夜を往く』という曲で、彼女が歌うゲームバージョンは「溶かしつくして」という歌詞が「とかちつくちて」に聞こえることが2007年に動画サイト等で話題になる。
サザンオールスターズや桑田佳祐のファンで、新宿タワーレコードのキャンペーンに行った姿が本人のブログだけでなく、サザンオールスターズの公式ツイッターでも一般人として紹介されている。また尾崎豊のファンでもある。
長谷川明子のイベント用のファンとのコールアンドレスポンスの「おにぎり波」、「磯くせぇーっ!」は、下田が考案したものである。長谷川がある時に収録をしている際に下田と「コールアンドレスポンス的なものを考えよう」という話になり、下田が「おにぎり波」を考案して、「磯臭くなったほうがいいんじゃない!?」と盛り上がったことで、このコールアンドレスポンスが誕生したと長谷川は語る。

## 出演
太字はメインキャラクター。

### テレビアニメ
2006年
- 乙女はお姉さまに恋してる（女子生徒、下級生3）

2007年
- こどものじかん（男子生徒）
- 精霊の守り人（ガキ大将の妹）
- D.C.II 〜ダ・カーポII〜（生徒）
- ロビーとケロビー（ウサギ、目覚し時計、子供A、オペレーター1、女性社員、ウメコ）

2008年
- 今日の5の2（小泉チカ）
- 銀魂（松野一男、松野二男、松野三男、松野四男、松野五男、松野六男、松野七男、松野八男、松野九男、松野十男、松野十一男）
- true tears（あさみ、店員、一般生徒E、女子生徒A）
- ぷるるんっ!しずくちゃん あはっ☆（町の住人）
- ヤッターマン（第2作）（ツネオ）
- ロザリオとバンパイア（生徒）

2009年
- かなめも（大塚さん）
- 黒執事（ジム）
- タユタマ -Kiss on my Deity-（河合アメリ）

2010年
- 生徒会役員共（2010年 - 2014年、津田コトミ、新垣真子） - 2シリーズ
- B型H系（山田千夏）
- ひめチェン!おとぎちっくアイドル リルぷりっ（楓）

2011年
- THE IDOLM@STER（2011年 - 2012年、双海亜美、双海真美）- 1シリーズ + 特別編
- IS 〈インフィニット・ストラトス〉（2011年 - 2013年、凰鈴音） - 2シリーズ
- ジュエルペット てぃんくる☆（サガン）
- 猫神やおよろず（白崎蓮美）
- 47都道府犬（鳥取犬）

2012年
- お兄ちゃんだけど愛さえあれば関係ないよねっ（猿渡銀兵衛春臣）
- カードファイト!! ヴァンガード（2012年 - 2014年、リー・シェンロン） - 3シリーズ
- 貧乏神が!（石蕗龍汰）

2013年
- キューティクル探偵因幡（佐々木優太）
- 進撃の巨人（2013年 - 2017年、ナナバ） - 2シリーズ
- ロウきゅーぶ!SS（四ッ谷奈那）

2014年
- 星刻の竜騎士（アーニャ）
- 普通の女子校生が【ろこどる】やってみた。（西深井沙織）
- モモキュンソード（クシナダ）

2015年
- VALKYRIE DRIVE -MERMAID-（D5）

2016年
- バディゴ！（雫石愛 / アイ）
- 私がモテてどうすんだ（中野あまね）

2018年
- 魔法使いの嫁（シャノン）
- Caligula -カリギュラ-（アリア）
- はねバド!（芹ヶ谷薫子）
- CONCEPTION（コレット、アクエリアス）
- からくりサーカス（2018年 - 2019年、ヘレン）

2020年
- アズールレーン（試作型ブリMKII、汎用型ブリ）
- プリンセスコネクト!Re:Dive（2020年 - 2022年、マツリ）- 2シリーズ

2022年
- ぷちセカ（鏡音リン、鏡音レン）- Original CV

2023年
- アイドルマスター ミリオンライブ！（双海亜美、双海真美）

### 劇場アニメ
2010年
- 劇場版“文学少女”（森ちゃん〈森紅楽々〉）

2012年
- わすれなぐも（辺見瑞紀）

2014年
- THE IDOLM@STER MOVIE 輝きの向こう側へ!（双海亜美、双海真美）
- スポチャン対決!〜妖怪大決戦〜（管狐）
- モーレツ宇宙海賊 ABYSS OF HYPERSPACE -亜空の深淵-（無限彼方）

2017年
- 劇場版 生徒会役員共（2017年 - 2021年、津田コトミ） - 2作品

2025年
- 劇場版プロジェクトセカイ 壊れたセカイと歌えないミク（鏡音リン、鏡音レン） - Original CV

### OVA
2007年
- ストレイト・ジャケット（子供）

2008年
- THE IDOLM@STER Live For You! オリジナルアニメDVD（双海亜美、双海真美）

2009年
- AIKa ZERO（白石香奈）
- OAD 今日の5の2 放課後（小泉チカ）

2010年
- “文学少女”メモワールIII-恋する乙女の狂想曲-（森ちゃん〈森紅楽々〉）

2011年
- IS〈インフィニット・ストラトス〉 OVAシリーズ（2011年 - 2014年、凰鈴音） - 2作品
- 生徒会役員共 OVAシリーズ（2011年 - 2015年、津田コトミ）
- 鳥取県西部の民話（ナレーション、登場人物）

2012年
- 朝まで授業Chu!（加賀見優希）※単行本3巻の特装版に付属。
- 猫神やおよろず（白崎蓮美）

2013年
- ぷちます!（2013年 - 2018年、双海亜美、双海真美、こあみ、こまみ）※単行本第5、6、10、11巻DVD付き限定版

2014年
- THE IDOLM@STER SHINY FESTA（双海亜美、双海真美） - 3作品
- 普通の女子校生が【ろこどる】やってみた。（2014年 - 2016年、西深井沙織） - 第13話+1シリーズ

### Webアニメ
- ワルガミサマ（2007年、チェルシー）
- こぴはん（2011年、美柱沙弥[58]）
- ぷちます! -プチ・アイドルマスター-（2013年 - 2014年、双海亜美、双海真美、こあみ、こまみ、おばあさん） - 2シリーズ
- 異世界居酒屋〜古都アイテーリアの居酒屋のぶ〜（2018年、天使、白狐[59]）

### ゲーム
2005年
- THE IDOLM@STER（双海亜美・真美）
- リアライズ -Panorama Luminary-（江里）

2006年
- PKバトル!ビーストキッカー（沙村キッカ）

2007年
- THE IDOLM@STER（Xbox 360版）（双海亜美・真美）
- Dear Pianissimo refrain（ぴあの）
- ワンダーキング（女魔法使い）

2008年
- THE IDOLM@STER LIVE FOR YOU!（双海亜美・真美）
- コズミックブレイク（リリレイン、クリムローゼ、クリムローゼ.W、ラズフラムLOUD）
- ティアーズ・トゥ・ティアラ 花冠の大地（子供）
- D.C.II P.S. 〜ダ・カーポII〜 プラスシチュエーション（朝比奈ミキ、小日向ゆず）
- ひぐらしのなく頃に絆 第二巻・想 / 第三巻・螺（2008年 - 2009年、南井まどか）- 2作品

2009年
- THE IDOLM@STER SP（双海亜美・真美）
- THE IDOLM@STER Dearly Stars（双海亜美・真美）
- シャイニング・フォース クロス（2009年 - 2014年、ミスク、メル、システムボイス）- 5作品
- アンティフォナの聖歌姫 天使の楽譜Op.A（アニマート、ダル）
- キモかわE!（鈴木姶良）
- ダテにガメついわけじゃねェ!〜ダンジョンメーカー ガールズタイプ〜（レディ・オフィーリア）
- タユタマ -Kiss on my Deity-（河合アメリ）※Xbox 360版
- デスティニーリンクス（下町の少年）
- NUGA-CEL!（パレット）
- パズル -ぼくらの48時間戦争-（中村梓）
- 初音ミク -Project DIVA-（下田麻美 feat. 鏡音リン・レン）
- ルミナスアーク3 アイズ（ヒナ、ヒヨ）

2010年
- Canvas3 〜七色の奇跡〜（束原柊）
- ティンクル☆くるせいだーすGoGo!（高橋サチホ）
- もっとNUGA-CEL!（パレット）
- 桃色大戦ぱいろん（プリムヴェール・スラート・ル・フルール・ド・スリジェ）

2011年
- THE IDOLM@STER 2（双海亜美、双海真美）
- アイドルマスター グラビアフォーユー! Vol.1 - 9（双海亜美、双海真美）
- クイーンズゲイト スパイラルカオス（アリュッタ＝カトゥス）
- ブラック★ロックシューター（ナフェ）
- 魔界戦記ディスガイア4（デスゼット）
- スマイル☆シューター〜ふぁーすと☆ちけっと〜（河内瑠莉花）
- 桃色大戦ぱいろん（吾妻慶）
- ファイナルファンタジー零式

2012年
- THE IDOLM@STER SHINY FESTA（双海亜美、双海真美）
- アイドルマスターモバイルi（双海亜美、双海真美）
- この部室は帰宅しない部が占拠しました。ぽーたぶる（桜江ゆすら）
- CONCEPTION 俺の子供を産んでくれ!（コレット）
- たっち、しよっ! 〜Love Application〜（城之崎佳弥）
- DEMONS' SCORE（ダンタリオン）
- 怒首領蜂最大往生（通信オペレーター）
- Dream Drops（お嬢様）

2013年
- THE IDOLM@STER SHINY TV（双海亜美、双海真美）
- アイドルマスター シンデレラガールズ（双海亜美、双海真美）
- アイドルマスター ミリオンライブ!（2013年 - 2017年、双海亜美、双海真美）
- アンジュ・ヴィエルジュ〜第2風紀委員 ガールズバトル〜（天井苺）
- カードファイト!! ヴァンガード ライド トゥ ビクトリー!!（リー・シェンロン）
- カオス ヒーローズ オンライン（ロザミア）
- ガールズ×マジック（吉野ひなた）
- KILLER IS DEAD（アリス）
- グラナド・エスパダ（ソラン）
- 限界凸騎 モンスターモンピース（メイ）
- 幻獣姫（リーフェ）
- CODE OF JOKER（A.C.T.I.S.）
- 雀聖学園 クロノ★マジック（龍見マシロ）
- 雀聖歌姫 クロノ★スター（早重音隼）
- 神撃のバハムート（2013年 - 2014年、プリシア、ララ姫、シャム&シャマ）
- ダンジョントラベラーズ2 王立図書館とマモノの封印（ツララ）
- DISORDER6（マリヲ）
- フェアリーフェンサー エフ（ピピン）
- ブラウザ MC☆あくしず -鋼鉄の戦姫-（F-22A ラプター）
- MIND≒0（九条雪斗）
- 嫁コレ（猿渡銀兵衛春臣）
- ラスティハーツ（メイリン）

2014年
- アイドルマスター ワンフォーオール（双海亜美、双海真美）
- IS 〈インフィニット・ストラトス〉2 イグニッション・ハーツ（凰鈴音）
- IS 〈インフィニット・ストラトス〉 ヴァーサスカラーズ（凰鈴音）
- グリモア〜私立グリモワール魔法学園〜（結城聖奈）
- しんぐんデストロ〜イ!（アミ〈双海亜美〉、マミ〈双海真美〉）
- 超ヒロイン戦記（凰鈴音）
- BREAK雀BURST（ケイン）
- ブレードアークス from シャイニング（2014年 - 2019年、パイロン） - 3作品
- 巫女の社（林原千明）

2015年
- IS2 〈インフィニット・ストラトス2〉 ラブ アンド パージ（凰鈴音）
- ウチの姫さまがいちばんカワイイ（甲龍姫 凰鈴音）
- オルタンシア・サーガ -蒼の騎士団-（ジャンヌ、ジョゼット、チヨ）
- 白猫プロジェクト（ロザリー・アドレニア）
- スマイル☆シューター Dear my Dream（河内瑠莉花）
- 店長、在庫が足りません！（吉野ひなた）
- ひぐらしのなく頃に粋（南井まどか）
- フェアリーフェンサー エフ ADVENT DARK FORCE（ピピン）
- プリンセスコネクト!（織原茉莉）
- リング☆ドリーム 女子プロレス大戦（エリス・ライアル、ベッキー・K）

2016年
- アイドルマスター プラチナスターズ（双海亜美、双海真美）
- Caligula -カリギュラ-（アリア）
- グランブルーファンタジー（2016年 - 2023年、カイラナ）
- 限界凸騎 モンスターモンピース NAKED（メイ）
- コード・オブ・ジョーカーS（レヴィアタン）

2017年
- スーパーロボット大戦X-Ω（アミ〈双海亜美〉、マミ〈双海真美〉）
- あくしず戦姫〜戦場を駆ける乙女たち〜（伊号第一七潜水艦、サンフランシスコ）
- ダンジョントラベラーズ2-2 闇堕ちの乙女とはじまりの書（ツララ）
- アイドルマスター ミリオンライブ! シアターデイズ（2017年 - 2024年、双海亜美、双海真美）
- デスティニーチャイルド（エウロペ）
- クイズRPG 魔法使いと黒猫のウィズ（プラーミャ・シア）
- IS 〈インフィニット・ストラトス〉 アーキタイプ・ブレイカー（凰鈴音）
- アイドルマスター ステラステージ（双海亜美、双海真美）

2018年
- アズールレーン（2018年 - 2024年、汎用型ブリ、試作型ブリMkII）
- 永遠的7日之都（鏡音リン・レン）- 中国製スマホゲーム
- ヴァルキリーコネクト（エトシア）
- プリンセスコネクト！Re:Dive（2018年 - 2024年、マツリ / 織原茉莉）
- 進撃の巨人2（ナナバ、主人公・女・タイプ3）
- ＃コンパス 戦闘摂理解析システム（鏡音リン、鏡音レン）
- Caligula Overdose -カリギュラ オーバードーズ-（アリア）
- ひぐらしのなく頃に奉（南井まどか）
- タユタマ2 -you're the only one-（河合アメリ）

2019年
- CONCEPTION PLUS 俺の子供を産んでくれ!（コレット）
- MT：エピック・オーダーズ（メイジ）
- 錬神のアストラル（アン・ブースロイド）
- テイルズ オブ ザ レイズ（カーリャ・ネヴァン）

2020年
- アークナイツ（ヴィグナ、Lancet-2）
- Shadowverse（優美な猫姉妹・シャム&シャマ、アーティストメイジ）
- プロジェクトセカイ カラフルステージ! feat. 初音ミク（鏡音リン、鏡音レン） - 「ORIGINAL CV」とクレジット
- 神獄塔 メアリスケルターFinale（シャーロット）

2021年
- 装甲娘 ミゼレムクライシス（ハーデス）
- アイドルマスター ポップリンクス（双海亜美、双海真美）
- ブラウンダスト（オードリー）
- アイドルマスター スターリットシーズン（2021年 - 2022年、双海亜美、双海真美）

2022年
- プリコネ！グランドマスターズ（マツリ）
- ドールズフロントライン（FO-12）

2023年
- ポケモンマスターズEX（2023年 - 2024年、サナ）
- セガNET麻雀 MJ（メンゼンツモ）

2024年
- Muse Dash（鏡音リン・レン）

2025年
- 新月同行（鳴霜）

### 吹き替え
- キッドナップ（アナベル）

### ドラマCD
2005年
- THE IDOLM@STER ドラマCD Scene.01 - 06（2005年 - 2006年、双海亜美・真美）

2006年
- ドラマCD 乙女はお姉さまに恋してる シーズン03、04（2006年 - 2007年、女子生徒、数学教師）
- 半分の月がのぼる空 VOL.2（若い女）
- THE IDOLM@STER DRAMA NEW STAGE 01 - 03（2006年 - 2007年、双海亜美・真美）

2007年
- THE IDOLM@STER MASTER ARTIST 05 如月千早（双海亜美・真美）
- 毎日新聞1000大ニュースDXパック ラジオCD『ラジオDX 下田麻美と水原薫のanytime ちくわぶ★』（まい）

2008年
- 魔法少年マジョーリアン（鷺ノ宮マサル / ル・マーサ）
- ラジオDX セガダイレクトさよならCD Tschuess! セガダイレクト最後の聖戦!（マイぽん）
- ティンクル☆くるせいだーす きらきらサウンドステージ #04 ナナカ&さっちん（高橋サチホ）
- 彼とダイヤモンド（女性1）
- なまコイ（ノノカ）
- たなくま5th CD「ハッピーバースデー俺!」（まいぽん）
- ドラマCD アイドルマスター Eternal Prism 01 - 03（2008年 - 2009年、双海亜美・真美）
- 今日の5の2 ドラマCD 第1、2巻 （2008年 - 2009年、小泉チカ）

2009年
- 超空転神トランセイザー（チーポ、チッチ）
- たなくま6th CD「萌えボイス屋はじめました（特許出願希望）」（まいぽん、挿入曲歌唱）
- P.S.すりーさん 1、2（2009年 - 2010年、はこまるさん）
- 幻想郷ミソギバライ（伊吹萃香）※同人作品
- 妄想列島☆青春編〜地方の時代がやってきた!〜（葉月恵理子）
- 鋼の錬金術師 流星計画（メイヴェル / ノノ）
- EREMENTAR GERAD The original（コーチネル）※コミック限定版付録
- “文学少女”と死にたがりの道化【前篇】（森紅楽々）
- 猫神やおよろず 神饌音盤 巻の二、三（2009年 - 2010年、蓮美）
- キャラアニドラマCDシリーズ AIKa ZERO vol.1（白石香奈）

2010年
- “文学少女”と飢え渇く幽霊【前篇】（森紅楽々）
- たなくま8th!「俺、このCDが完成したら、田舎でメイド喫茶を開こうと思うんだ（死亡フラグ）」（まいぽん）
- MC☆あくしず ドラマCD「美少女兵器 F-Xは俺の嫁!」（F-22A ラプたん）
- ヤンデレ惨〜ヤンデレの女の子に死ぬほど愛されて眠れないCD3〜（朝倉巴）
- ヤンデレ彼女（田中真夜美）
- ドラマCD 妄想少女（葛本佐和）
- P.S.すりーさん2011〜開幕盤〜 （はこまるさん、初回限定版で歌唱曲あり）
- THE IDOLM@STER MASTER ARTIST 2 -FIRST SEASON- 07、09（双海真美、双海亜美）

2011年
- 双×萌 FUTAMOE〜双子の女の子が萌え萌えで眠れないCD〜（弐双氷樹）
- THE IDOLM@STER MASTER ARTIST 2 -SECOND SEASON- 01 水瀬伊織（双海真美、双海亜美）
- ドラマCD ぷちます! -PETIT IDOLM@STER- 01、02（双海亜美・真美、こあみ・こまみ）
- らぶバト!（鬼住山鬼火）
- つきツキ!（2011年 - 2012年、エルニ） - 2作品
- 俺の妹が××すぎて眠れないCD（彩乃）

2012年
- THE IDOLM@STER No Make!（双海亜美、双海真美）
- IS 〈インフィニット・ストラトス〉 （凰鈴音）
- おれと一乃のゲーム同好会活動日誌（フェル）
- この部室は帰宅しない部が占拠しました。（桜江ゆすら）
- 初体験にオススメな彼女（桜くるみ）
- 星刻の竜騎士（アーニャ）
- 101番目の百物語（2012年 - 2015年、語り部、三枝さん） - 2作品
- ひとりでもどんどん学べる はじめての中国語

2013年
- FINALΦFICTION 喜歌劇（5月29日）
- おくさまが生徒会長!（藤咲可憐）※コミックス3巻・4巻限定版付属CD
- 勇星戦隊☆ジンレンジャー（赤星ひな）コミックマーケット84とメロンブックスにて販売
- 当て屋の椿 ドラマCD 狛犬の行方編（花菱）

2014年
- アイドルマスター ワンフォーオール 初回限定版付属 スペシャルドラマCD「765プロが行く！トップアイドルのお仕事見学」（双海亜美、双海真美）
- うちの居候が世界を掌握している! ドラマCD（ルファ＝マルティーニ）
- ファタモルガーナの館I 〜あなたに寄り添う音の物語 薔薇の章〜（メル・ローズ〈幼少期〉）

2015年
- モーテ -水葬の少女-（アミヤ）

2016年
- 幼なじみがガールフレンド（当）で眠れないCD（野之原千星）
- ざるそば（かわいい）（月見るるな）

2018年
- プリンセスコネクト！Re:Dive PRICONNE CHARACTER SONG 06（マツリ）

2019年
- THE IDOLM@STER MILLION THE@TER GENERATION 14 Charlotte・Charlotte（ウェンズディ〈双海真美〉、フライディ〈双海亜美〉）

2021年
- 水湊いづきの1stアルバム『Brilliance』Bonus Track：音声ドラマ「深海のブルーバード」

### 音声ドラマ
- THE IDOLM@STER NO Make!（2011年、双海亜美、双海真美）
- THE IDOLM@STER No Make+!（2015年、双海亜美、双海真美）

### ラジオドラマ
- WEBラジ☆ショッピングマスター（2007年、双海亜美・真美）
- 野に咲く花 -誰も死なない2-（2010年、榛名みここ）

### ラジオ
※はインターネット配信。
2000年代
- 声優生活向上委員会mini（2005年 - 2006年、AII※）
- 藤田咲と下田麻美のTDKI（投稿動画向上委員会）（2007年 - 2008年、zoome※）
- ファミ通キャラクターズDX（2008年 - 2013年、携帯向配信※）5月6日よりweb版の『ファミ通.com出張版』も配信開始
- 今井麻美,中村繪里子の自遊王国Net Chat Night パイロット版（2008年、Stickam JAPAN!※）
- あさぽんマニュアル（2008年、文化放送、超!A&G+※ 『A&G 超RADIO SHOW〜アニスパ!〜』内）
- Voice of A&G Digital 下田麻美の超ラジ! Girls（2008年 - 2010年、超!A&G+※）
- タユタマらじお -昼下がりの嫁たち- （2009年、音泉※・メディファクラジオ※）
- 下田麻美のPrismStar（2009年、ニコニコ生放送※）
- アンティフォナの聖歌姫ラジオ 〜シモキタの楽譜〜（2009年、HiBiKi Radio Station※）
- おくたま!（2009年 - 2010年、ニコニコ生放送※）

2010年代
- アニサマ Girls Night アワー 姫トーーク / Girls Night（2010年、ニコニコ生放送※）
- アニメ『生徒会役員共』が全部わかるラジオ、略して全ラ！（2010年、アニメイトTV※）
- 生☆声優グランプリ（2010年 - 2011年、Ustream※）
- RADIO IS / RADIO IS II（2011年 - 2013年、超!A&G+※）
- 井上麻里奈・下田麻美のIT革命!（2011年 - 2021年、超!A&G+※）
- ラジオdeアイマCHU!!（2011年 - 2014年、アニメイトTV※）
- VF.TV LIVE あさぽんといっしょ'（2011年 - 、Ustream※）不定期
- MF文庫Jラジオあらいぶ!!（2011年 - 2014年、HOBiRECORDS※）
- アイドルマスターwebラジオ 一番くじ&プライズスペシャル!（2011年 - 2012年、ニコニコチャンネル※）
- アニメ『生徒会役員共』が全部わかるラジオMaxPower、略して全ラ！まっぱ!!（2012年、アニメイトTV※）
- ラジオだけどみんなの愛さえあれば関係ないよねっ （2012年 - 2013年、音泉※・HiBiKi Radio Station※）
- スマイル☆シューターThe RADIO（2012年 - 2014年、超!A&G+※）
- 今夜もLBR!!（2014年 - 2015年、音泉※）
- MFカフェ文庫Jあらいぶ!!（2014年 - 2015年、HOBiRECORDS※）
- 劇場版『生徒会役員共』が全部わかるラジオ Movie promotion danger sign略して全ラ!もろだし!!（2017年、アニメイトタイムズ※）

2020年代
- THE IDOLM@STER MUSIC ON THE RADIO（2020年、ニコニコ生放送※） - アシスタントパーソナリティー

### ラジオCD
2000年代
- DJCD「ラジオdeアイマSHOW!」vol.1（ゲストとドラマ、2006年6月22日）
- THE IDOLM@STER RADIO TOP×TOP!（ゲスト、2007年5月30日）
- DJCD アイドルマスター Radio For You! Vol.0（ゲスト、2008年1月17日）
- DJCDげんちょけん-現代聴覚文化研究会-（ゲスト、2008年3月26日）
- RADiOティンクル☆くるせいだーす vol.2（第15回ゲスト、2008年9月26日）
- DJCD アイドルマスター P.S.プロデューサー Vol.1（ゲスト、2009年4月24日）
- ラジオCD アンティフォナの聖歌姫ラジオ 〜シモキタの楽譜〜（2009年、コミックマーケット77先行発売）

2010年代
- ファミ通キャラクターズDX〜ボクらのTVゲーム〜（2010年3月17日）
- ファミ通キャラクターズDX〜ボクらのTVゲーム〜 Season2（2010年9月15日）
- 生徒会役員共DJCD「アニメ生徒会役員共が全部わかるラジオ、略して全ラ!」の全て その壱（2010年12月22日）
- DJCD ラジオdeアイマCHU!! EXTRA（2011年10月19日）
- ラジオCD「iM@STUDIO」Vol.2（2011年11月23日）
- アニメ『キューティクル探偵因幡』DJCD「レディオ・ディ・ヴァレンティーノ」Vol.1（2013年4月24日）

### オーディオブック
- 桐島、部活やめるってよ（2013年、沢島亜矢）
- ハーモニー〔新版〕（2019年、御冷ミァハ）

### モーションコミック
- Manga 2.5 モーションコミック「はぢがーる」（2013年、園宮菊花）

### パチンコ・パチスロ
2000年代
- ちょいスゴ!!アリババインファンタジア（2007年、アリババ）
- パチスロ ゲッターロボ（2008年、早乙女元気）
- 青ドン 花火の極（2009年、弥生）

2010年代
- 青ドン 花火の匠（2010年、弥生）
- 出番だ!葉月ちゃん〜看板娘のドタバタ奮闘記〜（2010年、弥生）
- 赤ドン雅（2011年、弥生）
- バジリスク 〜甲賀忍法帖〜 II（2012年、弥生）
- THE IDOLM@STER LIVE in SLOT!（2012年、双海亜美、双海真美）
- CR春夏秋冬 極上（2013年、そよたん）
- なでしこ侍（2013年、紅葉）
- パチスロ バーチャファイター（2014年、ナビボイス あさぽん1,2）
- パチスロ IS〈インフィニット・ストラトス〉（2015年、凰鈴音）
- CRモモキュンソード3（2016年、クシナダ）

2020年代
- Pフィーバー アイドルマスター ミリオンライブ!（2021年、双海亜美、双海真美）
- パチスロ アイドルマスター ミリオンライブ!（2021年、双海亜美、双海真美）

### アプリ
- 声優. Station夏版『あさぽんのアキバでぽんっ』（EZトークコレクション、2006年7月15日 - 時期不明、毎週土曜日放送）[152][153]
- auショッピングモールチャンネル（チェルシー、EZチャンネルプラス、2007年10月6日 - 時期不明）[154]
- まぜてよ★生ボイス（鏡音リン・レン、たくと、ほのか、るな、まお、2009年）
- あさぽんのポンだしラジオ（声優グランプリmobile、2010年11月15日 - 2011年4月15日）[155]
- 生☆グラもういっちょう!（携帯サイト - 声優グランプリV、2011年8月17日 - 12月15日）
- 生☆グラもういっちょう!V（携帯サイト - 声優グランプリV、2012年1月15日 - ）

### CM・PV
- ジャイブ株式会社 月刊コミックラッシュ テレビCM
- スターチャイルドレコード提供アニメ（『とらドラ!』『今日の5の2』）
- ドリーミー・ドリーマー PV（2012年、ナレーション[156]）

### ナレーション
- 舞台『悪ノ娘〜凄艶のジェミニ〜』（2010年）
- ばんえい競走（2011年）「ばんえいアイドルマスター記念（BG1ばんえいオークス）」場内ナレーション（双海亜美・真美、11月20日、帯広競馬場）[26][157]
- 流川シティチャンネル 流川観光だより（dアニメストア、2016年4月15日 - 6月3日 YouTube、2016年4月22日 - 6月17日）

### 音声提供
- バーチャル・シンガー「VOCALOID2 キャラクター・ボーカル・シリーズ02」『鏡音リン・レン』（2007年12月27日発売）
- 鏡音リン・レン act2（2008年7月18日発売）
- 鏡音リン・レン・アペンド（2010年12月27日発売）
- 美人時計 Girls Night バージョン（2010年）
- 鏡音リン・レン V4X（2015年12月24日発売）

### プラネタリウム上映作品
- 想像してごらん、1mの地球〜1300万分の一の地球と宇宙〜（けんご。倉敷科学センター、2006年7月14日 - 10月29日）[152]
- サガミ博士のうんちく星空学校〜知ってる？日本に伝わる星のなまえ〜（大地。相模原市立博物館、2007年1月20日 - ？）
- サガミ博士のうんちく宇宙学校〜冥王星のなかまたち〜 （大地。相模原市立博物館、2007年7月14日 - 2008年1月20日）
- 星空たんけん！魔法のランプ（ランプ。鹿児島市立博物館2007年9月8日 - 12月2日）
- かめっちとぺんた ほしぞらはおおさわぎ （かめっち、挿入曲歌唱あり。神戸市立青少年科学館他、2007年4月19日 - ？）
- はやぶさ 〜約束の場所へ〜（小惑星探査機「はやぶさ」の声。高崎市少年科学館プラネタリウム他、2010年9月4日 - 11月14日）
- 名探偵夢水清志郎事件ノート 番外編 『天象館（プラネタリウム）の謎』（岩崎美衣。高崎市少年科学館、2013年3月2日 - 6月2日）

### Web番組
- バーチャファイター情報局 第57回より（2010年 - ？。アーケード向け動画放送VF.TV、アーカイブ配信：ニコニコチャンネル・セガちゃん） - 2代目バーチャガール担当
- 生☆声優グランプリV（2012年 - 2013年、ニコニコ生放送[注 2]）
- ひよっち・あさぽんのふらふら（2018年 - 、SHOWROOM）

### 映像配信
- アニサマ Girls Night 2010（ニコニコ生放送で有料配信、2010年10月31日・Zepp Osaka、2010年11月3日・Zepp Tokyo）

### 映像商品
2006年
- 炎の戦士バーニンガイVS魔法プリンセスプリティーモモ（プリティーモモ 役）
- THE IDOLM@STER MASTER MOVIE

2008年
- THE IDOLM@STER MASTER BOX IV（5月23日、「Go to the NEXTSTAGE!! THE IDOLM@STER GREAT PARTY」のライブパートダイジェスト映像が収録されたDVD付き）

2009年
- Animelo Summer Live 2008 -Challenge- 8.31
- みなみけ!5の2!歌祭りだょ!放課後大爆発!!（4月22日）
- THE IDOLM@STER 4th ANNIVERSARY PARTY SPECIAL DREAM TOUR’S!!（）

2010年
- Animelo Summer Live 2009 -RE:BRIDGE- 8.22
- アニサマ Girls Night Book favorite talk

2011年
- 人生はショータイム!（主演）
- THE IDOLM@STER 5th ANNIVERSARY The world is all one !!
- RADIO IS 出張版（3月30日）
- IS ワンオフ・フェスティバル!（10月26日）
- THE IDOLM@STER 6th ANNIVERSARY SMILE SUMMER FESTIV@L!

2012年
- THE IDOLM@STER 7th ANNIVERSARY 765PRO ALLSTARS みんなといっしょに!（11月28日）

2013年
- 再起動! RADIO IS
- 宝探し〜ミネルヴァの箱〜in 河口湖オルゴールの森美術館
- THE IDOLM@STER MUSIC FESTIV@L OF WINTER!!

2014年
- THE IDOLM@STER 8th ANNIVERSARY HOP!STEP!!FESTIV@L!!!（2月19日）
- THE IDOLM@STER M@STERS OF IDOL WORLD!!2014 "PERFECT BOX!"（10月22日）
- 下田麻美と江口拓也のMF文庫Jラジオあらいぶ!! DVD拡張販売の旅 in 九州
- IS＜インフィニット・ストラトス＞2 ワンオフ・フェスティバル2

2015年
- THE IDOLM@STER 9th ANNIVERSARY WE ARE M@STERPIECE!!（5月13日）
- Animelo Summer Live 2014 -ONENESS- 8.30

2016年
- Animelo Summer Live 2015 -THE GATE- 8.28（3月30日）
- THE IDOLM@STER M@STER OF IDOL WORLD!!2015 Live Blu-ray “PERFECT BOX”（6月8日）

2017年
- THE IDOLM@STER PRODUCER MEETING 2017 765PRO ALLSTARS FUN TO THE NEW VISION!! EVENT Blu-ray PERFECT BOX（11月22日）

2018年
- THE IDOLM@STER 765 MILLIONSTARS HOTCHPOTCH FESTIV@L!! LIVE Blu-ray DAY2（2018年）

2019年
- THE IDOLM@STER ニューイヤーライブ!! 初星宴舞 LIVE Blu-ray 絢爛装丁版（1月30日）
- THE IDOLM@STER PRODUCER MEETING 2018 What is TOP!!!!!!!!!!!!!!? EVENT Blu-ray PERFECT BOX（2019年7月31日）

2020年
- バンダイナムコエンターテインメントフェスティバル 2days LIVE Blu-ray（9月9日）

2023年
- THE IDOLM＠STER 765PRO ALLSTARS LIVE SUNRICH COLORFUL LIVE Blu-ray（7月26日）
- THE IDOLM@STER M@STERS OF IDOL WORLD!!!!! 2023 Blu-ray PERFECT BOX!!!!!（12月13日）

### 舞台
2005年
- カプセル兵団「炎の戦士バーニンガイVS魔法プリンセスプリティーモモ」（10月12日 - 16日、シアターグリーン BASE THEATER） - プリティーモモ 役

2006年
- カプセル兵団「ALCHEMIST－アルケミスト－」（4月26日 - 30日、萬劇場）
- カプセル兵団「幽玄夢想〜臥龍頂上伝2〜」（9月27日 - 10月1日、笹塚ファクトリー）
- 劇団大富豪 旗揚げ公演「八月のシャハラザード」（6月9日‐11日、中野スタジオあくとれ） - ひとみ 役
- 劇団大富豪 第2回公演「また逢おうと竜馬は言った」（12月22日‐24日、浅草橋アドリブ小劇場）

2007年
- カプセル兵団『燃えよ映画魂!』＆『燃えてヒーローショー！』（2月7日 - 12日、笹塚ファクトリー） - プリティーモモ、モユ 役
- 劇団うるとら2B団 第23回公演『SAIの風 眠れ地球の美女』（6月28日 - 7月1日、萬劇場） - 最上彩香 役
- 劇団漂流船 第1回公演『涙の芸人ブルース 天使の羽〜殺しても殺されても幸せだった彼』（10月19日 - 21日、笹塚ファクトリー） - 小天使 役

2008年
- 朗読劇『ファンレターズ』（1月30日、ラゾーナ川崎プラザソル） - 夢野愛 役
- 劇団DMF『SLeeVe-RefRain〜スリーヴ・リフレイン〜』（3月6日 - 10日、東京芸術劇場 小ホール1） - 裾野瑛里 役
- 劇団うるとら2B団 第24回公演『Seasson』（7月3日 - 6日、新宿シアターモリエール） - 佐藤涼音 役（声の出演）
- 演劇企画CRANQ『ソープオペラ』（8月13日 - 17日、TACCS1179） - 葉山ゆかり 役

2009年
- カプセル兵団『ココロコロガシ』（6月12日、ラゾーナ川崎プラザソル） - ハート 役

2010年
- 朗読劇『blog』（1月9日、萬劇場） - みかん 役
- 『悪ノ娘〜凄艶のジェミニ〜』（1月27日 - 31日、東京芸術劇場） - ナレーション、30・31日は舞台にも出演
- 劇団うるとら2B団 第26回公演『【EVER】』（6月6日、萬劇場）
- 人生はショータイム!（9月30日 - 10月7日、全労済ホールスペース・ゼロ） - 阿川麻里 役
- 劇団あかぺら倶楽部 第35回公演『コミック・ポテンシャル Comic Potential』（12月1日 - 5日、東京芸術劇場 小ホール2） - ジェシー・トリプルスリー 役

2012年
- GKDNプロデュース「ナイト・オブ・ザ・リビングヒーロー」（8月24日 - 26日、space107）

2015年
- 演劇企画CRANQ 3rd STAGE「止むに止まれず！」（2月10日 - 15日、ザ・ポケット）

2016年
- 演劇企画CRANQ 4th STAGE Sound Play #1『プリモ・ピアット〜おいしい関係〜』（11月2日 - 6日）

2018年
- 舞姫事件ー鴎外輪舞曲ー（小金井喜美子、4月）

2019年
- 朗読劇『マガツハナ～白雪の桜～』 - 咲久耶 役

2022年
- 朗読劇「世界から猫が消えたなら」（6月26日、シアター1010） - 猫（キャベツ） 役

### その他コンテンツ
- ライトノベル朗読『モモキュンソード〜雪と白銀の少女〜』（2013年、第3話・第4話）
- ボイノベ『無尽合体キサラギ』（アミ・マミ[168]、2014年）
- テレビ番組『Let's天才てれびくん』（声：うさきゅう）

## ディスコグラフィ

### シングル
|     | 発売日        | タイトル       | 規格品番  | オリコン 最高位 |
| --- | ------------- | -------------- | --------- | --------------- |
| 1st | 2012年6月27日 | awake/もう一度 | FVCG-1204 | 63位            |

### アルバム
|     | 発売日         | タイトル                   | 規格品番  | オリコン 最高位 |
| --- | -------------- | -------------------------- | --------- | --------------- |
| 1st | 2010年12月22日 | DREAM                      | GNCA-7166 | 219位           |
| 2nd | 2013年2月27日  | 下田麻美ファン感謝CD-LINK- | FVCG-1230 | 108位           |

|     | 発売日        | タイトル | 規格品番   | オリコン 最高位 |
| --- | ------------- | -------- | ---------- | --------------- |
| 1st | 2009年6月10日 | Prism    | POCS-22002 | 26位            |

### タイアップ曲
| 楽曲         | タイアップ                                                | 時期   |
| ------------ | --------------------------------------------------------- | ------ |
| I never lose | 舞台『ゼイラム』主題歌                                    | 2007年 |
| 彼方の涙     | 舞台『SLeeVe-RefRain〜スリーヴ・リフレイン』劇中歌        | 2008年 |
| 朋の光       | 舞台『タオの月』主題歌                                    | 2008年 |
| TRIBE        | ゲーム『シャイニング・フォース クロスレイド』主題歌       | 2010年 |
| awake        | ゲーム『シャイニング・フォース クロスエリュシオン』主題歌 | 2012年 |
| もう一度     | テレビ番組『アニメTV』6月度オープニングテーマ             | 2012年 |

### 歌手参加楽曲
| 発売日        | 商品名                                                         | 歌                       | 楽曲                            | 備考                                                |
| ------------- | -------------------------------------------------------------- | ------------------------ | ------------------------------- | --------------------------------------------------- |
| 2008年        | タオの月 オリジナルサウンドトラック                            | 下田麻美                 | 「朋の光」                      | 舞台『タオの月』主題歌                              |
| 2010年11月2日 | アニサマ GIRLS NIGHT Book favorite talk                        | アニサマGIRLS 2010       | 「熱帯夜Girls」                 | ライブ『アニサマ Girls Night 2010』テーマソング     |
| 2010年11月2日 | アニサマ GIRLS NIGHT Book favorite talk                        | 奥井雅美、飛蘭、下田麻美 | 「G.F.N（Girls Friday Night）」 | Web番組『おくたま!』テーマソング                    |
| 2011年1月26日 | シャイニング・フォース クロスレイド オリジナルサウンドトラック | 下田麻美                 | 「TRIBE（CROSS RAID ver.）」    | ゲーム『シャイニング・フォース クロスレイド』主題歌 |

### キャラクターソング
| 発売日   | 商品名 | 歌 | 楽曲 | 備考                                                                                                   |
| 2005年   | 2005年 | 2005年 | 2005年 | 2005年                                                                                                 |
| -------- | --- | --- | --- | --- |
| 11月30日 | THE IDOLM@STER MASTERPIECE 03 ポジティブ!                                                                                  | 水瀬伊織（釘宮理恵）、高槻やよい（仁後真耶子）、双海亜美 / 真美（下田麻美） | 「ポジティブ!（M@STER VERSION）」 「THE IDOLM@STER（IYAM VERSION）」 | ゲーム『THE IDOLM@STER』関連曲                                                                         |
| 11月30日 | THE IDOLM@STER MASTERPIECE 03 ポジティブ!                                                                                  | 双海亜美 / 真美（下田麻美） | 「ポジティブ!」 | ゲーム『THE IDOLM@STER』関連曲                                                                         |
| 2006年   | | | | |
| 3月22日  | THE IDOLM@STER MASTERPIECE 04                                                                                              | 菊地真（平田宏美）、秋月律子（若林直美）、双海亜美 / 真美（下田麻美） | 「エージェント夜を往く（M@STER VERSION）」 | ゲーム『THE IDOLM@STER』関連曲                                                                         |
| 3月22日  | THE IDOLM@STER MASTERPIECE 04                                                                                              | 天海春香（中村繪里子）、如月千早（今井麻美）、萩原雪歩（落合祐里香）、高槻やよい（仁後真耶子）、秋月律子（若林直美）、三浦あずさ（たかはし智秋）、水瀬伊織（釘宮理恵）、菊地真（平田宏美）、双海亜美 / 真美（下田麻美）                                                                | 「THE IDOLM@STER」 | ゲーム『THE IDOLM@STER』関連曲                                                                         |
| 3月22日  | THE IDOLM@STER MASTERPIECE 04                                                                                              | 秋月律子（若林直美）、双海亜美 / 亜美（下田麻美） | 「太陽のジェラシー」 | ゲーム『THE IDOLM@STER』関連曲                                                                         |
| 3月22日  | THE IDOLM@STER MASTERPIECE 04                                                                                              | 水瀬伊織（釘宮理恵）、双海亜美 / 真美（下田麻美） | 「魔法をかけて!」 | ゲーム『THE IDOLM@STER』関連曲                                                                         |
| 3月22日  | THE IDOLM@STER MASTERPIECE 04                                                                                              | 双海亜美 / 真美（下田麻美）、天海春香（中村繪里子）、高槻やよい（仁後真耶子） | 「エージェント夜を往く」 | ゲーム『THE IDOLM@STER』関連曲                                                                         |
| 5月31日  | THE IDOLM@STER MASTERPIECE 05                                                                                              | 萩原雪歩（落合祐里香）、菊地真（平田宏美）、双海亜美 / 真美（下田麻美） | 「First Stage（M@STER VERSION）」 | ゲーム『THE IDOLM@STER』関連曲                                                                         |
| 5月31日  | THE IDOLM@STER MASTERPIECE 05                                                                                              | 天海春香（中村繪里子）、如月千早（今井麻美）、萩原雪歩（落合祐里香）、高槻やよい（仁後真耶子）、秋月律子（若林直美）、三浦あずさ（たかはし智秋）、水瀬伊織（釘宮理恵）、菊地真（平田宏美）、双海亜美 / 真美（下田麻美）                                                                | 「THE IDOLM@STER（M@STER VERSION -REMIX-）」 | ゲーム『THE IDOLM@STER』関連曲                                                                         |
| 7月19日  | THE IDOLM@STER MASTER BOX                                                                                                  | 双海亜美 / 真美（下田麻美） | 「太陽のジェラシー」 「おはよう!! 朝ご飯」 「9:02pm」 「Here we go !!」 「蒼い鳥」 「魔法をかけて!」 「エージェント夜を往く」 「First Stage」 「THE IDOLM@STER」 | ゲーム『THE IDOLM@STER』関連曲                                                                         |
| 2007年   | | | | |
| 1月18日  | THE IDOLM@STER Your Song                                                                                                   | 双海亜美 / 真美（下田麻美） | 「ラムのラブソング」 | ゲーム『THE IDOLM@STER』関連曲                                                                         |
| 2月28日  | THE IDOLM@STER MASTERWORK 02 relations                                                                                     | 秋月律子（若林直美）、萩原雪歩（落合祐里香）、双海亜美 / 真美（下田麻美） | 「My Best Friend（IM@STER VERSION）」 | ゲーム『THE IDOLM@STER』関連曲                                                                         |
| 2月28日  | THE IDOLM@STER MASTERWORK 02 relations                                                                                     | 双海亜美 / 真美（下田麻美） | 「ポジティブ!（M@STER VERSION）」 | ゲーム『THE IDOLM@STER』関連曲                                                                         |
| 3月22日  | THE IDOLM@STER MASTERWORK 03 まっすぐ                                                                                      | 水瀬伊織（釘宮理恵）、高槻やよい（仁後真耶子）、双海亜美 / 真美（下田麻美） | 「私はアイドル♡（M@STER VERSION）」 | ゲーム『THE IDOLM@STER』関連曲                                                                         |
| 4月4日   | THE IDOLM@STER MASTER BOX II                                                                                               | 双海亜美 / 真美（下田麻美） | 「GO MY WAY!!」 「思い出をありがとう」 「relations」 「まっすぐ」 「My Best Friend」 「私はアイドル♡」 | ゲーム『THE IDOLM@STER』関連曲                                                                         |
| 8月22日  | THE IDOLM@STER MASTER ARTIST 06 双海亜美 / 真美                                                                            | 双海亜美 / 真美（下田麻美） | 「スタ→トスタ→」 「笑顔のゲンキ」 「私はアイドル♡（M@STER VERSION）」 「My Best Friend（M@STER VERSION）」 「i」 | ゲーム『THE IDOLM@STER』関連曲                                                                         |
| 10月24日 | THE IDOLM@STER MASTER ARTIST FINALE 765プロ ALLSTARS                                                                       | IM@S ALLSTARS | 「団結」 | ゲーム『THE IDOLM@STER』関連曲                                                                         |
| 10月24日 | THE IDOLM@STER MASTER ARTIST FINALE 765プロ ALLSTARS                                                                       | IM@S ALLSTARS+ | 「i」 | ゲーム『THE IDOLM@STER』関連曲                                                                         |
| 2008年   | | | | |
| 2月6日   | THE IDOLM@STER MASTER BOX I & II ENCORE                                                                                    | 双海亜美 / 真美（下田麻美） | 「太陽のジェラシー」 「おはよう!! 朝ご飯」 「9:02pm」 「Here we go !!」 「蒼い鳥」 「魔法をかけて!」 「エージェント夜を往く」 「First Stage」 「ポジティブ!」 「THE IDOLM@STER」 「GO MY WAY!!」 「思い出をありがとう」 「relations」 「まっすぐ」 「My Best Friend」 「私はアイドル♡」 | ゲーム『THE IDOLM@STER』関連曲                                                                         |
| 2月13日  | THE IDOLM@STER MASTER LIVE 00 shiny smile                                                                                  | 星井美希（長谷川明子）、双海亜美 / 真美（下田麻美） | 「バレンタイン」 | ゲーム『THE IDOLM@STER LIVE FOR YOU!』関連曲                                                           |
| 3月5日   | THE IDOLM@STER MASTER LIVE 01 REM@STER-A                                                                                   | 星井美希（長谷川明子）、三浦あずさ（たかはし智秋）、双海亜美（下田麻美） | 「GO MY WAY!!（REM@STER-A）」 | ゲーム『THE IDOLM@STER LIVE FOR YOU!』関連曲                                                           |
| 3月5日   | THE IDOLM@STER MASTER LIVE 01 REM@STER-A                                                                                   | 双海真美（下田麻美）、 ヤキニクマン（串田アキラ） | 「おはよう!! 朝ご飯（REM@STER-A）」 | ゲーム『THE IDOLM@STER LIVE FOR YOU!』関連曲                                                           |
| 3月5日   | THE IDOLM@STER MASTER LIVE 01 REM@STER-A                                                                                   | 双海亜美（下田麻美） | 「9:02pm（REM@STER-A）」 | ゲーム『THE IDOLM@STER LIVE FOR YOU!』関連曲                                                           |
| 3月5日   | THE IDOLM@STER MASTER LIVE 01 REM@STER-A                                                                                   | 天海春香（中村繪里子）、高槻やよい（仁後真耶子）、双海真美（下田麻美） | 「思い出をありがとう（REM@STER-A）」 | ゲーム『THE IDOLM@STER LIVE FOR YOU!』関連曲                                                           |
| 3月5日   | THE IDOLM@STER MASTER LIVE 01 REM@STER-A                                                                                   | 天海春香（中村繪里子）、高槻やよい（仁後真耶子）、星井美希（長谷川明子）、三浦あずさ（たかはし智秋）、双海亜美 / 真美（下田麻美） | 「いっしょ」 | ゲーム『THE IDOLM@STER LIVE FOR YOU!』関連曲                                                           |
| 3月25日  | ファミソン8BIT☆アイドルマスター 01 高槻やよい / 双海亜美・真美                                                             | 高槻やよい（仁後真耶子）、双海亜美 / 真美（下田麻美） | 「GO MY WAY!!（『ワンダーモモ』ファミソン8BIT MIX）」 「おはよう!! 朝ご飯（『ドルアーガの塔』ファミソン8BIT MIX）」 「ポジティブ!（『マッピー』ファミソン8BIT MIX）」 | ゲーム『THE IDOLM@STER』関連曲                                                                         |
| 3月25日  | ファミソン8BIT☆アイドルマスター 01 高槻やよい / 双海亜美・真美                                                             | 双海亜美 / 真美（下田麻美） | 「L<>R（『リブルラブル』NEW SONG）」 「エージェント夜を往く（Hoover & Acid MIX）」 | ゲーム『THE IDOLM@STER』関連曲                                                                         |
| 4月25日  | ティンクル☆くるせいだーす きらきらサウンドステージ#04 ナナカ＆さっちん                                                     | 夕霧ナナカ（水霧けいと）、高橋サチホ（下田麻美） | 「どんだけセブンティーン」 「Growth of mind（ナナカ＆さっちんVer.）」 | ゲーム『ティンクル☆くるせいだーすGoGo!』関連曲                                                         |
| 4月30日  | THE IDOLM@STER MASTER BOX III                                                                                              | 双海亜美 / 真美（下田麻美） | 「太陽のジェラシー（REMIX-A）」 「おはよう!! 朝ご飯（REMIX-A）」 「9:02pm（REMIX-A）」 「Here we go !!（REMIX-A）」 「蒼い鳥（REMIX-A）」 「魔法をかけて!（REMIX-A）」 「エージェント夜を往く（REMIX-A）」 「First Stage（REMIX-A）」 「ポジティブ!（REMIX-A）」 「THE IDOLM@STER（REMIX-A）」 「GO MY WAY!!（REMIX-A）」 「思い出をありがとう（REMIX-A）」 「relations（REMIX-A）」 「まっすぐ（REMIX-A）」 「My Best Friend（REMIX-A）」 「私はアイドル♡（REMIX-A）」 | ゲーム『THE IDOLM@STER LIVE FOR YOU!』関連曲                                                           |
| 5月14日  | THE IDOLM@STER MASTER LIVE 03 Do-Dai                                                                                       | 高槻やよい（仁後真耶子）、双海亜美（下田麻美）、星井美希（長谷川明子） | 「Do-Dai（M@STER VERSION）」 | ゲーム『THE IDOLM@STER LIVE FOR YOU!』関連曲                                                           |
| 5月14日  | THE IDOLM@STER MASTER LIVE 03 Do-Dai                                                                                       | 双海亜美（下田麻美） | 「太陽のジェラシー（REM@STER-A）」 | ゲーム『THE IDOLM@STER LIVE FOR YOU!』関連曲                                                           |
| 7月23日  | THE IDOLM@STER Vacation for you!                                                                                           | 双海亜美 / 真美（下田麻美）、三浦あずさ（たかはし智秋）、水瀬伊織（釘宮理恵）、萩原雪歩（落合祐里香）、秋月律子（若林直美） | 「VACATION」 「サニー」 | ゲーム『THE IDOLM@STER』関連曲                                                                         |
| 7月23日  | THE IDOLM@STER Vacation for you!                                                                                           | 双海亜美 / 真美（下田麻美） | 「夏空グラフィティ」 | ゲーム『THE IDOLM@STER』関連曲                                                                         |
| 9月24日  | THE IDOLM@STER MASTER BOX IV                                                                                               | 双海亜美 / 真美（下田麻美） | 「太陽のジェラシー（REMIX-B）」 「おはよう!! 朝ご飯（REMIX-B）」 「9:02pm（REMIX-B）」 「Here we go !!（REMIX-B）」 「蒼い鳥（REMIX-B）」 「魔法をかけて!（REMIX-B）」 「エージェント夜を往く（REMIX-B）」 「First Stage（REMIX-B）」 「ポジティブ!（REMIX-B）」 「THE IDOLM@STER（REMIX-B）」 「GO MY WAY!!（REMIX-B）」 「思い出をありがとう（REMIX-B）」 「relations（REMIX-B）」 「まっすぐ（REMIX-B）」 「My Best Friend（REMIX-B）」 「私はアイドル♡（REMIX-B）」 | ゲーム『THE IDOLM@STER LIVE FOR YOU!』関連曲                                                           |
| 11月19日 | THE IDOLM@STER BEST ALBUM 〜MASTER OF MASTER〜                                                                             | IM@S ALLSTARS | 「GO MY WAY!!」 「団結」 「THE IDOLM@STER」 | ゲーム『THE IDOLM@STER』関連曲                                                                         |
| 11月19日 | THE IDOLM@STER BEST ALBUM 〜MASTER OF MASTER〜                                                                             | 高槻やよい（仁後真耶子）、双海亜美 / 真美（下田麻美）、天海春香（中村繪里子） | 「Do-Dai（M@STER VERSION）」 | ゲーム『THE IDOLM@STER』関連曲                                                                         |
| 11月19日 | THE IDOLM@STER BEST ALBUM 〜MASTER OF MASTER〜                                                                             | 菊地真（平田宏美）、双海亜美 / 真美（下田麻美） | 「エージェント夜を往く（M@STER VERSION）」 | ゲーム『THE IDOLM@STER』関連曲                                                                         |
| 11月19日 | THE IDOLM@STER BEST ALBUM 〜MASTER OF MASTER〜                                                                             | 双海亜美 / 真美（下田麻美）、高槻やよい（仁後真耶子）、水瀬伊織（釘宮理恵） | 「ポジティブ!（M@STER VERSION）」 | ゲーム『THE IDOLM@STER』関連曲                                                                         |
| 11月19日 | THE IDOLM@STER BEST ALBUM 〜MASTER OF MASTER〜                                                                             | 双海亜美 / 真美（下田麻美）、高槻やよい（仁後真耶子） | 「バレンタイン」 | ゲーム『THE IDOLM@STER』関連曲                                                                         |
| 11月19日 | THE IDOLM@STER BEST ALBUM 〜MASTER OF MASTER〜                                                                             | 菊地真（平田宏美）、三浦あずさ（たかはし智秋）、双海亜美 / 真美（下田麻美） | 「まっすぐ（M@STER VERSION）」 | ゲーム『THE IDOLM@STER』関連曲                                                                         |
| 11月19日 | THE IDOLM@STER BEST ALBUM 〜MASTER OF MASTER〜                                                                             | IM@S ALLSTARS+ | 「i」 | ゲーム『THE IDOLM@STER』関連曲                                                                         |
| 12月10日 | THE IDOLM@STER MASTER SPECIAL 765 “Colorful Days”                                                                          | 天海春香（中村繪里子）、如月千早（今井麻美）、双海亜美（下田麻美） | 「Colorful Days（M@STER VERSION）」 「スキ」 | ゲーム『THE IDOLM@STER SP』関連曲                                                                      |
| 2009年   | | | | |
| 3月4日   | THE IDOLM@STER MASTER SPECIAL 02 秋月律子・双海亜美 / 真美                                                                 | 双海亜美 / 真美（下田麻美） | 「黎明スターライン」 「青空のナミダ」 「サニー」 | ゲーム『THE IDOLM@STER SP』関連曲                                                                      |
| 3月4日   | THE IDOLM@STER MASTER SPECIAL 02 秋月律子・双海亜美 / 真美                                                                 | 秋月律子（若林直美）、双海亜美 / 真美（下田麻美） | 「my song（REM@STER-A）」 「L・O・B・M」 | ゲーム『THE IDOLM@STER SP』関連曲                                                                      |
| 3月18日  | THE IDOLM@STER MASTER BOX V                                                                                                | 双海亜美 / 真美（下田麻美） | 「shiny smile」 「Do-Dai」 「my-song」 「i」 「ふるふるフューチャー☆」 「神さまのBirthday」 | ゲーム『THE IDOLM@STER LIVE FOR YOU!』関連曲                                                           |
| 5月17日  | THE IDOLM@STER MASTER BOX catalog 08,09,11 COMPLETE                                                                        | 双海亜美 / 真美（下田麻美） | 「shiny smile（REMIX-A）」 「Do-Dai（REMIX-A）」 「my-song（REMIX-A）」 「i（REMIX-A）」 「ふるふるフューチャー☆（REMIX-A）」 「神さまのBirthday（REMIX-A）」 「shiny smile（REMIX-B）」 「Do-Dai（REMIX-B）」 「my-song（REMIX-B）」 「i（REMIX-B）」 「ふるふるフューチャー☆（REMIX-B）」 「神さまのBirthday（REMIX-B）」 | ゲーム『THE IDOLM@STER LIVE FOR YOU!』関連曲                                                           |
| 12月16日 | THE IDOLM@STER MASTER SPECIAL WINTER                                                                                       | 星井美希（長谷川明子）、高槻やよい（仁後真耶子）、双海亜美 / 真美（下田麻美） | 「あったかな雪」 | ゲーム『THE IDOLM@STER SP』関連曲                                                                      |
| 12月16日 | THE IDOLM@STER MASTER SPECIAL WINTER                                                                                       | 双海亜美 / 真美（下田麻美） | 「ワンダー☆ウィンター☆ヤッター!!」 | ゲーム『THE IDOLM@STER SP』関連曲                                                                      |
| 12月16日 | THE IDOLM@STER MASTER SPECIAL WINTER                                                                                       | 三浦あずさ（たかはし智秋）、四条貴音（原由実）、如月千早（今井麻美）、星井美希（長谷川明子）、高槻やよい（仁後真耶子）、双海亜美 / 真美（下田麻美） | 「キミはメロディ（M@STER VERSION）」 | ゲーム『THE IDOLM@STER SP』関連曲                                                                      |
| 2010年   | | | | |
| 2月24日  | THE IDOLM@STER Vocal Collection 01                                                                                         | 高槻やよい（仁後真耶子）、秋月律子（若林直美）、双海亜美 / 真美（下田麻美） | 「白い犬」 | ドラマCD『アイドルマスター Eternal Prism 02』挿入歌                                                    |
| 3月31日  | THE IDOLM@STER MASTER BOX VI                                                                                               | 双海亜美 / 真美（下田麻美） | 「I Want」 「キラメキラリ」 「迷走Mind」 「目が逢う瞬間」 「スタ→トスタ→」 「隣に…」 「フタリの記憶」 「Kosmos,Cosmos」 「いっぱいいっぱい」 | ゲーム『THE IDOLM@STER SP』関連曲                                                                      |
| 5月12日  | THE IDOLM@STER BEST OF 765+876=!! VOL.01                                                                                   | 双海亜美 / 真美（下田麻美） | 「スタ→トスタ→」 | ゲーム『THE IDOLM@STER』関連曲                                                                         |
| 5月26日  | B型H系 キャラクターソングアルバム                                                                                          | 山田千夏（下田麻美） | 「恋愛マスター」 | テレビアニメ『B型H系』関連曲                                                                           |
| 6月2日   | THE IDOLM@STER BEST OF 765+876=!! VOL.02                                                                                   | 水瀬伊織（釘宮理恵）、高槻やよい（仁後真耶子）、双海亜美 / 真美（下田麻美） | 「ポジティブ!（M@STER VERSION）」 | ゲーム『THE IDOLM@STER』関連曲                                                                         |
| 6月23日  | THE IDOLM@STER BEST OF 765+876=!! VOL.03                                                                                   | 菊地真（平田宏美）、双海亜美 / 真美（下田麻美）、我那覇響（沼倉愛美）、四条貴音（原由実） | 「エージェント夜を往く（M@STER VERSION）」 | ゲーム『THE IDOLM@STER』関連曲                                                                         |
| 6月23日  | THE IDOLM@STER BEST OF 765+876=!! VOL.03                                                                                   | 菊地真（平田宏美）、三浦あずさ（たかはし智秋）、萩原雪歩（長谷優里奈）、双海亜美 / 真美（下田麻美）、星井美希（長谷川明子） | 「まっすぐ（M@STER VERSION）」 | ゲーム『THE IDOLM@STER』関連曲                                                                         |
| 6月23日  | THE IDOLM@STER BEST OF 765+876=!! VOL.03                                                                                   | 萩原雪歩（長谷優里奈）、双海亜美 / 真美（下田麻美）、秋月律子（若林直美）、高槻やよい（仁後真耶子）、四条貴音（原由実） | 「My Best Friend（M@STER VERSION）」 | ゲーム『THE IDOLM@STER』関連曲                                                                         |
| 6月23日  | THE IDOLM@STER BEST OF 765+876=!! VOL.03                                                                                   | 如月千早（今井麻美）、三浦あずさ（たかはし智秋）、水瀬伊織（釘宮理恵）、双海亜美 / 真美（下田麻美）、水谷絵理（花澤香菜） | 「LOST」 | ゲーム『THE IDOLM@STER』関連曲                                                                         |
| 6月23日  | THE IDOLM@STER BEST OF 765+876=!! VOL.03                                                                                   | IM@S ALLSTARS++ | 「L・O・B・M」 | ゲーム『THE IDOLM@STER』関連曲                                                                         |
| 6月23日  | THE IDOLM@STER BEST OF 765+876=!! VOL.03                                                                                   | IM@S ALLSTARS1641 | 「THE IDOLM@STER」 | ゲーム『THE IDOLM@STER』関連曲                                                                         |
| 7月3日   | THE IDOLM@STER BEST OF 765+876=!! THE iDRE@MLOST                                                                           | 双海亜美 / 真美（下田麻美） | 「LOST」 | ゲーム『THE IDOLM@STER』関連曲                                                                         |
| 9月22日  | THE IDOLM@STER MASTER ARTIST 2 Prologue                                                                                    | IM@S 765PRO ALLSTARS | 「団結2010」 | ゲーム『THE IDOLM@STER 2』関連曲                                                                       |
| 9月30日  | 串田アキラデビュー40周年記念BOX 一筋                                                                                       | 双海真美（下田麻美）、ヤキニクマン（串田アキラ） | 「おはよう!! 朝ご飯（REM@STER-A）」 | ゲーム『THE IDOLM@STER LIVE FOR YOU!』関連曲                                                           |
| 12月14日 | ドラマCD P.S.すりーさん2011〜開幕版〜                                                                                      | はこまるさん（下田麻美） | 「Hello 〜へいろー〜」 | ドラマCD『ドラマCD P.S.すりーさん2011〜開幕版〜』挿入歌                                                |
| 12月29日 | THE IDOLM@STER MASTER ARTIST 2 -FIRST SEASON- 07 萩原雪歩                                                                  | 萩原雪歩（浅倉杏美）、双海真美（下田麻美）、高槻やよい（仁後真耶子） | 「スウィートドーナッツ（Version Yukiho）」 | ゲーム『THE IDOLM@STER 2』関連曲                                                                       |
| 12月29日 | THE IDOLM@STER MASTER ARTIST 2 -FIRST SEASON- 08 双海真美                                                                  | 双海真美（下田麻美）、萩原雪歩（浅倉杏美）、高槻やよい（仁後真耶子） | 「スウィートドーナッツ（Version Mami）」 | ゲーム『THE IDOLM@STER 2』関連曲                                                                       |
| 12月29日 | THE IDOLM@STER MASTER ARTIST 2 -FIRST SEASON- 08 双海真美                                                                  | 双海真美（下田麻美） | 「ジェミー」 「黎明スターライン」 「夢の中へ」 「MEGARE!（M@STER VERSION）」 | ゲーム『THE IDOLM@STER 2』関連曲                                                                       |
| 12月29日 | THE IDOLM@STER MASTER ARTIST 2 -FIRST SEASON- 09 高槻やよい                                                                | 高槻やよい（仁後真耶子）、萩原雪歩（浅倉杏美）、双海真美（下田麻美） | 「スウィートドーナッツ（Version Yayoi）」 | ゲーム『THE IDOLM@STER 2』関連曲                                                                       |
| 2011年   | | | | |
| 1月10日  | THE IDOLM@STER 2 765pro H@PPINESS NEW YE@R P@RTY !! 2011                                                                   | 双海亜美 / 真美（下田麻美） | 「あったかな雪」 「サニー」 | ゲーム『THE IDOLM@STER 2』関連曲                                                                       |
| 2月16日  | SUPER∞STREAM | 篠ノ之箒（日笠陽子）、セシリア・オルコット（ゆかな）、凰鈴音（下田麻美）、シャルル・デュノア（花澤香菜）、ラウラ・ボーデヴィッヒ（井上麻里奈） | 「SUPER∞STREAM」 | テレビアニメ『IS 〈インフィニット・ストラトス〉』エンディングテーマ                                    |
| 2月9日   | The world is all one !! | 萩原雪歩（浅倉杏美）、双海真美（下田麻美）、高槻やよい（仁後真耶子） | 「The world is all one !!（M@STER VERSION）」 | ゲーム『THE IDOLM@STER 2』関連曲                                                                       |
| 2月9日   | The world is all one !! | 竜宮小町 + 秋月律子（若林直美） | 「The world is all one !!（M@STER VERSION）」 | ゲーム『THE IDOLM@STER 2』関連曲                                                                       |
| 2月9日   | The world is all one !! | 765PRO ALLSTARS | 「The world is all one !!（M@STER VERSION）」 | ゲーム『THE IDOLM@STER 2』関連曲                                                                       |
| 2月9日   | The world is all one !! | 天海春香（中村繪里子）、如月千早（今井麻美）、高槻やよい（仁後真耶子）、菊地真（平田宏美）、双海亜美 / 真美（下田麻美）、星井美希（長谷川明子）、秋月律子（若林直美）、四条貴音（原由実）、我那覇響（沼倉愛美）、萩原雪歩（浅倉杏美）                                                  | 「The world is all one !!（765プロみんなで合唱VERSION）」 | ゲーム『THE IDOLM@STER 2』関連曲                                                                       |
| 2月9日   | SMOKY THRILL | 竜宮小町 | 「SMOKY THRILL（M@STER VERSION）」 | ゲーム『THE IDOLM@STER 2』関連曲                                                                       |
| 5月25日  | THE IDOLM@STER MASTER ARTIST 2 -SECOND SEASON- 01 水瀬伊織                                                                 | 水瀬伊織（釘宮理恵）、双海亜美（下田麻美） | 「あ〜よかった（Version Iori）」 | ゲーム『THE IDOLM@STER 2』関連曲                                                                       |
| 5月25日  | THE IDOLM@STER MASTER ARTIST 2 -SECOND SEASON- 02 双海亜美                                                                 | 双海亜美（下田麻美） | 「YOU往MY進!」 「スキ」 「想い出がいっぱい」 「MEGARE!（M@STER VERSION）」 | ゲーム『THE IDOLM@STER 2』関連曲                                                                       |
| 5月25日  | THE IDOLM@STER MASTER ARTIST 2 -SECOND SEASON- 02 双海亜美                                                                 | 双海亜美（下田麻美）、水瀬伊織（釘宮理恵） | 「あ〜よかった（Version Ami）」 | ゲーム『THE IDOLM@STER 2』関連曲                                                                       |
| 6月22日  | IS 〈インフィニット・ストラトス〉 Blu-ray & DVD 第3巻初回限定版特典CD                                                      | 凰鈴音（下田麻美） | 「好吃スマイル◎」 「SUPER∞STREAM（鈴ソロVer.）」 | テレビアニメ『IS 〈インフィニット・ストラトス〉』関連曲                                                |
| 6月25日  | THE IDOLM@STER MASTER BOX VII                                                                                              | 双海亜美 / 真美（下田麻美） | 「Colorful Days」 「オーバーマスター」 「キミはメロディ」 「またね」 「L・O・B・M」 | ゲーム『THE IDOLM@STER SP』関連曲                                                                      |
| 8月10日  | THE IDOLM@STER ANIM@TION MASTER 01 READY!!                                                                                 | 765PRO ALLSTARS | 「READY!!（M@STER VERSION）」 | テレビアニメ『THE IDOLM@STER』オープニングテーマ                                                       |
| 8月10日  | THE IDOLM@STER ANIM@TION MASTER 01 READY!!                                                                                 | 水瀬伊織（釘宮理恵）、高槻やよい（仁後真耶子）、双海亜美 / 真美（下田麻美） | 「おとなのはじまり」 | テレビアニメ『THE IDOLM@STER』関連曲                                                                   |
| 9月7日   | THE IDOLM@STER ANIM@TION MASTER 02                                                                                         | 765PRO ALLSTARS | 「The world is all one !!（M@STER VERSION）」 | テレビアニメ『THE IDOLM@STER』エンディングテーマ                                                       |
| 9月7日   | THE IDOLM@STER ANIM@TION MASTER 02                                                                                         | 水瀬伊織（釘宮理恵）、高槻やよい（仁後真耶子）、双海亜美 / 真美（下田麻美） | 「私はアイドル♡（M@STER VERSION）」 | テレビアニメ『THE IDOLM@STER』挿入歌                                                                   |
| 9月7日   | THE IDOLM@STER ANIM@TION MASTER 02                                                                                         | 天海春香（中村繪里子）、高槻やよい（仁後真耶子）、双海亜美 / 真美（下田麻美）、萩原雪歩（浅倉杏美）、水瀬伊織（釘宮理恵）、四条貴音（原由実） | 「神SUMMER!!」 | テレビアニメ『THE IDOLM@STER』挿入歌                                                                   |
| 10月5日  | THE IDOLM@STER ANIM@TION MASTER 03                                                                                         | 竜宮小町 | 「ハニカミ! ファーストバイト」 | テレビアニメ『THE IDOLM@STER』エンディングテーマ                                                       |
| 10月5日  | THE IDOLM@STER ANIM@TION MASTER 03                                                                                         | 765PRO ALLSTARS | 「THE IDOLM@STER」 | テレビアニメ『THE IDOLM@STER』エンディングテーマ                                                       |
| 10月5日  | THE IDOLM@STER ANIM@TION MASTER 03                                                                                         | 765PRO ALLSTARS | 「L・O・B・M」 | テレビアニメ『THE IDOLM@STER』挿入歌                                                                   |
| 10月5日  | THE IDOLM@STER ANIM@TION MASTER 03                                                                                         | 双海亜美 / 真美（下田麻美） | 「黎明スターライン」 | テレビアニメ『THE IDOLM@STER』エンディングテーマ                                                       |
| 10月5日  | THE IDOLM@STER ANIM@TION MASTER 03                                                                                         | 765+876PRO ALLSTARS | 「GO MY WAY!!」 | テレビアニメ『THE IDOLM@STER』エンディングテーマ                                                       |
| 10月19日 | ファミソン8BIT☆アイドルマスター BEST ALBUM + LIVE DVD                                                                      | 双海亜美 / 真美（下田麻美） | 「L<>R（『リブルラブル』NEW SONG）」 | ゲーム『THE IDOLM@STER』関連曲                                                                         |
| 11月9日  | THE IDOLM@STER ANIM@TION MASTER 04 CHANGE!!!!                                                                              | 765PRO ALLSTARS | 「CHANGE!!!!（M@STER VERSION）」 | テレビアニメ『THE IDOLM@STER』オープニングテーマ                                                       |
| 11月30日 | THE IDOLM@STER ANIM@TION MASTER 05                                                                                         | 天海春香（中村繪里子）、星井美希（長谷川明子）、如月千早（今井麻美）、高槻やよい（仁後真耶子）、萩原雪歩（浅倉杏美）、菊地真（平田宏美）、双海真美（下田麻美）、四条貴音（原由実）、我那覇響（沼倉愛美）                                                                               | 「自分REST@RT（M@STER VERSION）」 | テレビアニメ『THE IDOLM@STER』挿入歌                                                                   |
| 11月30日 | THE IDOLM@STER ANIM@TION MASTER 05                                                                                         | 765PRO ALLSTARS | 「i」 「MEGARE!（M@STER VERSION）」 | テレビアニメ『THE IDOLM@STER』エンディングテーマ                                                       |
| 11月30日 | THE IDOLM@STER ANIM@TION MASTER 05                                                                                         | 天海春香（中村繪里子）、星井美希（長谷川明子）、如月千早（今井麻美）、双海亜美 / 真美（下田麻美）、四条貴音（原由実）、我那覇響（沼倉愛美） | 「Colorful Days（M@STER VERSION）」 | テレビアニメ『THE IDOLM@STER』エンディングテーマ                                                       |
| 12月28日 | THE IDOLM@STER ANIM@TION MASTER 06                                                                                         | 765PRO ALLSTARS | 「CHANGE!!!!（TV SIZE）」 | テレビアニメ『THE IDOLM@STER』オープニングテーマ                                                       |
| 12月28日 | THE IDOLM@STER ANIM@TION MASTER 06                                                                                         | 如月千早（今井麻美）、天海春香（中村繪里子）、星井美希（長谷川明子）、高槻やよい（仁後真耶子）、萩原雪歩（浅倉杏美）、菊地真（平田宏美）、双海亜美 / 真美（下田麻美）、水瀬伊織（釘宮理恵）、三浦あずさ（たかはし智秋）、四条貴音（原由実）、我那覇響（沼倉愛美）                      | 「約束（TV VERSION）」 | テレビアニメ『THE IDOLM@STER』挿入歌                                                                   |
| 2012年   | | | | |
| 1月25日  | ループ | やゆゆ | 「ループ」 | Webアニメ『こぴはん』オープニングテーマ                                                                |
| 1月25日  | ループ | やゆゆ | 「カナタ」 | Webアニメ『こぴはん』エンディングテーマ                                                                |
| 2月1日   | THE IDOLM@STER ANIM@TION MASTER 07                                                                                         | 天海春香（中村繪里子）、如月千早（今井麻美）、双海亜美 / 真美（下田麻美）、三浦あずさ（たかはし智秋）、四条貴音（原由実）、我那覇響（沼倉愛美） | 「Happy Christmas」 | テレビアニメ『THE IDOLM@STER』エンディングテーマ                                                       |
| 2月1日   | THE IDOLM@STER ANIM@TION MASTER 07                                                                                         | 765PRO ALLSTARS | 「まっすぐ」 「いっしょ（NEW VERSION）」 | テレビアニメ『THE IDOLM@STER』エンディングテーマ                                                       |
| 2月1日   | THE IDOLM@STER ANIM@TION MASTER 07                                                                                         | 765PRO ALLSTARS | 「READY!! & CHANGE!!!! SPECIAL EDITION」 「私たちはずっと…でしょう?」 | テレビアニメ『THE IDOLM@STER』挿入歌                                                                   |
| 2月18日  | MF文庫J10周年記念イメージソング コンピレーションアルバム「うたJ」                                                          | 桜江ゆすら（下田麻美） | 「やさしい遠吠え」 | ライトノベル『この部室は帰宅しない部が占拠しました。』イメージソング                                   |
| 2月23日  | たっち、しよっ!〜Love Application〜 ボーカルコレクション                                                                   | 城之崎佳弥（下田麻美） | 「ねぇ…」 | ゲーム『たっち、しよっ! 〜Love Application〜』関連曲                                                   |
| 3月14日  | IS 〈インフィニット・ストラトス〉 VOCAL COLLECTION ALBUM                                                                   | 凰鈴音（下田麻美） | 「たいむいずらぶ!」 | テレビアニメ『IS 〈インフィニット・ストラトス〉』関連曲                                                |
| 6月27日  | OVA 朝まで授業Chu! サウンドトラックCD                                                                                      | 加賀見優希（下田麻美）、柿乃坂綾奈（浅倉杏美）、鷹羽理沙（三森すずこ） | 「happy☆lucky」 | OVA『朝まで授業Chu!』テーマソング                                                                      |
| 9月5日   | THE IDOLM@STER ANIM@TION MASTER 生っすかSPECIAL 02                                                                         | 水瀬伊織（釘宮理恵）、三浦あずさ（たかはし智秋）、双海亜美（下田麻美） | 「七彩ボタン（M@STER VERSION）」 「初恋 〜二章 告白の花火〜」 | テレビアニメ『THE IDOLM@STER』関連曲                                                                   |
| 9月5日   | THE IDOLM@STER ANIM@TION MASTER 生っすかSPECIAL 02                                                                         | 双海亜美（下田麻美） | 「イタズラなKISS」 「歩いて帰ろう」 | テレビアニメ『THE IDOLM@STER』関連曲                                                                   |
| 10月17日 | THE IDOLM@STER ANIM@TION MASTER 生っすかSPECIAL 04                                                                         | 天海春香（中村繪里子）、菊地真（平田宏美）、双海真美（下田麻美） | 「Honey Heartbeat（M@STER VERSION）」 「初恋 〜四章 運命のイブ〜」 | テレビアニメ『THE IDOLM@STER』関連曲                                                                   |
| 10月17日 | THE IDOLM@STER ANIM@TION MASTER 生っすかSPECIAL 04                                                                         | 双海真美（下田麻美） | 「可能性ガール」 「未来の地図」 | テレビアニメ『THE IDOLM@STER』関連曲                                                                   |
| 10月31日 | Lifeる is LOVEる!! | リリアナシスターズ | 「Lifeる is LOVEる!!」 | テレビアニメ『お兄ちゃんだけど愛さえあれば関係ないよねっ』エンディングテーマ                           |
| 11月28日 | ら♪ら♪ら♪わんだぁらんど | 765PRO ALLSTARS featuring ぷちどる | 「ら♪ら♪ら♪わんだぁらんど」 「ら♪ら♪ら♪わんだぁらんど（とろぴかる Remix）」 | Webアニメ『ぷちます! -プチ・アイドルマスター-』テーマソング                                            |
| 2013年   | | | | |
| 1月26日  | ヨロシク☆サンキュ | スマイル☆シューター | 「ヨロシク☆サンキュ」 | 『スマイル☆シューター』関連曲                                                                          |
| 1月26日  | ヨロシク☆サンキュ | 河内瑠莉花（下田麻美） | 「keep smiling!」 | 『スマイル☆シューター』関連曲                                                                          |
| 1月30日  | THE IDOLM@STER ANIM@TION MASTER 生っすかSPECIAL CURTAIN CALL                                                               | 双海亜美（下田麻美） | 「おとなのはじまり」 | テレビアニメ『THE IDOLM@STER』関連曲                                                                   |
| 1月30日  | THE IDOLM@STER ANIM@TION MASTER 生っすかSPECIAL CURTAIN CALL                                                               | 双海真美（下田麻美） | 「神SUMMER!!」 | テレビアニメ『THE IDOLM@STER』関連曲                                                                   |
| 1月30日  | THE IDOLM@STER ANIM@TION MASTER 生っすかSPECIAL CURTAIN CALL                                                               | 菊地真（平田宏美）、双海亜美 / 真美（下田麻美）、水瀬伊織（釘宮理恵）、三浦あずさ（たかはし智秋）、四条貴音（原由実）、秋月律子（若林直美） | 「カーテンコール」 | テレビアニメ『THE IDOLM@STER』関連曲                                                                   |
| 2月6日   | PETIT IDOLM@STER Twelve Seasons! Vol.5 双海亜美・真美 & こあみ・こまみ                                                     | 双海亜美 / 真美（下田麻美） | 「ドキッ♥ラブアトラクション」 「ら♪ら♪ら♪わんだぁらんど」 「TODAY with ME」 | Webアニメ『ぷちます! -プチ・アイドルマスター-』関連曲                                                  |
| 2月10日  | THE IDOLM@STER MASTER BOX VIII                                                                                             | 双海亜美 / 真美（下田麻美） | 「The world is all one !!」 「MEGARE!」 「きゅんっ! ヴァンパイアガール」 「愛 LIKE ハンバーガー」 「Honey Heartbeat」 「Little Match Girl」 | ゲーム『THE IDOLM@STER 2』関連曲                                                                       |
| 3月27日  | THE IDOLM@STER 第1巻特装版特典CD                                                                                           | 水瀬伊織（釘宮理恵）、我那覇響（沼倉愛美）、秋月律子（若林直美）、双海亜美 / 真美（下田麻美） | 「マイペースでいきましょう」 | 漫画『THE IDOLM@STER』関連曲                                                                           |
| 4月10日  | THE IDOLM@STER ANIM@TION MASTER 生っすかSPECIAL 弦楽四重奏 初恋組曲                                                        | 双海亜美（下田麻美） | 「初恋 〜二章 告白の花火〜」 | テレビアニメ『THE IDOLM@STER』関連曲                                                                   |
| 4月10日  | THE IDOLM@STER ANIM@TION MASTER 生っすかSPECIAL 弦楽四重奏 初恋組曲                                                        | 双海真美（下田麻美） | 「初恋 〜四章 運命のイヴ〜」 | テレビアニメ『THE IDOLM@STER』関連曲                                                                   |
| 4月24日  | THE IDOLM@STER LIVE THE@TER PERFORMANCE 01 Thank You!                                                                      | 765 MILLIONSTARS | 「Thank You!」 | ゲーム『アイドルマスター ミリオンライブ!』テーマソング                                                 |
| 4月24日  | THE IDOLM@STER LIVE THE@TER PERFORMANCE 01 Thank You!                                                                      | 765PRO ALLSTARS | 「Thank You!（765PRO ver.）」 | ゲーム『アイドルマスター ミリオンライブ!』テーマソング                                                 |
| 6月26日  | IS 〈インフィニット・ストラトス〉 オリジナルドラマシリーズ Vol.3 feat.凰鈴音                                               | 凰鈴音（下田麻美） | 「進行形ダイアリー」 | ドラマCD『IS 〈インフィニット・ストラトス〉』テーマソング                                              |
| 7月7日   | THE IDOLM@STER ANIM@TION MASTER READY!! ソロ・リミックス                                                                   | 双海亜美 / 真美（下田麻美） | 「READY!!（M@STER VERSION）」 | テレビアニメ『THE IDOLM@STER』関連曲                                                                   |
| 9月15日  | THE IDOLM@STER ANIM@TION MASTER CHANGE!!!! ソロ・リミックス                                                                | 双海亜美 / 真美（下田麻美） | 「CHANGE!!!!（M@STER VERSION）」 | テレビアニメ『THE IDOLM@STER』関連曲                                                                   |
| 9月18日  | THE IDOLM@STER 765PRO ALLSTARS+ GRE@TEST BEST! -THE IDOLM@STER HISTORY-                                                    | 天海春香（中村繪里子）、如月千早（今井麻美）、高槻やよい（仁後真耶子）、萩原雪歩（長谷優里奈）、菊地真（平田宏美）、双海亜美 / 真美（下田麻美）、水瀬伊織（釘宮理恵）、三浦あずさ（たかはし智秋）、秋月律子（若林直美）                                                                | 「THE IDOLM@STER（M@STER VERSION -REMIX-）」 | ゲーム『THE IDOLM@STER』関連曲                                                                         |
| 9月18日  | THE IDOLM@STER 765PRO ALLSTARS+ GRE@TEST BEST! -THE IDOLM@STER HISTORY-                                                    | IM@S ALLSTARS+ | 「i」 | ゲーム『THE IDOLM@STER』関連曲                                                                         |
| 9月18日  | THE IDOLM@STER 765PRO ALLSTARS+ GRE@TEST BEST! -THE IDOLM@STER HISTORY-                                                    | IM@S ALLSTARS++ | 「L・O・B・M」 | ゲーム『THE IDOLM@STER』関連曲                                                                         |
| 9月18日  | THE IDOLM@STER 765PRO ALLSTARS+ GRE@TEST BEST! -THE IDOLM@STER HISTORY-                                                    | 765PRO ALLSTARS | 「MEGARE!（M@STER VERSION）」 「The world is all one !!（M@STER VERSION）」 「READY!!（M@STER VERSION）」 「CHANGE!!!!（M@STER VERSION）」 「私たちはずっと…でしょう?」 「MUSIC♪（M@STER VERSION）」 | ゲーム『THE IDOLM@STER』関連曲                                                                         |
| 9月18日  | THE IDOLM@STER 765PRO ALLSTARS+ GRE@TEST BEST! -THE IDOLM@STER HISTORY-                                                    | 天海春香（中村繪里子）、星井美希（長谷川明子）、如月千早（今井麻美）、高槻やよい（仁後真耶子）、萩原雪歩（浅倉杏美）、菊地真（平田宏美）、双海真美（下田麻美）、四条貴音（原由実）、我那覇響（沼倉愛美）                                                                               | 「自分REST@RT（M@STER VERSION）」 | ゲーム『THE IDOLM@STER』関連曲                                                                         |
| 9月18日  | THE IDOLM@STER 765PRO ALLSTARS+ GRE@TEST BEST! -THE IDOLM@STER HISTORY-                                                    | IM@S 765PRO ALLSTARS | 「団結2010」 | ゲーム『THE IDOLM@STER』関連曲                                                                         |
| 10月23日 | THE IDOLM@STER 765PRO ALLSTARS+ GRE@TEST BEST! -SWEET&SMILE!-                                                              | 菊地真（平田宏美）、萩原雪歩（長谷優里奈）、双海亜美 / 真美（下田麻美） | 「First Stage（M@STER VERSION）」 | ゲーム『THE IDOLM@STER』関連曲                                                                         |
| 10月23日 | THE IDOLM@STER 765PRO ALLSTARS+ GRE@TEST BEST! -SWEET&SMILE!-                                                              | 萩原雪歩（長谷優里奈）、双海亜美 / 真美（下田麻美）、秋月律子（若林直美） | 「My Best Friend（M@STER VERSION）」 | ゲーム『THE IDOLM@STER』関連曲                                                                         |
| 10月23日 | THE IDOLM@STER 765PRO ALLSTARS+ GRE@TEST BEST! -SWEET&SMILE!-                                                              | 双海亜美 / 真美（下田麻美） | 「スタ→トスタ→」 | ゲーム『THE IDOLM@STER』関連曲                                                                         |
| 10月23日 | THE IDOLM@STER 765PRO ALLSTARS+ GRE@TEST BEST! -SWEET&SMILE!-                                                              | 星井美希（長谷川明子）、双海亜美 / 真美（下田麻美） | 「バレンタイン」 | ゲーム『THE IDOLM@STER』関連曲                                                                         |
| 10月23日 | THE IDOLM@STER 765PRO ALLSTARS+ GRE@TEST BEST! -SWEET&SMILE!-                                                              | 双海真美（下田麻美） | 「ジェミー」 | ゲーム『THE IDOLM@STER』関連曲                                                                         |
| 10月23日 | THE IDOLM@STER 765PRO ALLSTARS+ GRE@TEST BEST! -SWEET&SMILE!-                                                              | 天海春香（中村繪里子）、高槻やよい（仁後真耶子）、萩原雪歩（浅倉杏美）、双海亜美 / 真美（下田麻美）、水瀬伊織（釘宮理恵）、四条貴音（原由実） | 「神SUMMER!!」 | ゲーム『THE IDOLM@STER』関連曲                                                                         |
| 10月23日 | THE IDOLM@STER 765PRO ALLSTARS+ GRE@TEST BEST! -SWEET&SMILE!-                                                              | 高槻やよい（仁後真耶子）、双海亜美 / 真美（下田麻美）、水瀬伊織（釘宮理恵）、我那覇響（沼倉愛美） | 「ビジョナリー（M@STER VERSION）」 | ゲーム『THE IDOLM@STER』関連曲                                                                         |
| 10月26日 | えぶりでぃ！れっつごー☆/戦え乙女のスマイル・キャッツ                                                                       | KISS:A | 「えぶりでぃ！れっつごー☆」 「戦え乙女のスマイル・キャッツ」 | 『スマイル☆シューター』関連曲                                                                          |
| 11月20日 | THE IDOLM@STER 765PRO ALLSTARS+ GRE@TEST BEST! -COOL&BITTER!-                                                              | 菊地真（平田宏美）、双海亜美 / 真美（下田麻美）、秋月律子（若林直美） | 「エージェント夜を往く（M@STER VERSION）」 | ゲーム『THE IDOLM@STER』関連曲                                                                         |
| 11月20日 | THE IDOLM@STER 765PRO ALLSTARS+ GRE@TEST BEST! -COOL&BITTER!-                                                              | 高槻やよい（仁後真耶子）、双海亜美 / 真美（下田麻美）、水瀬伊織（釘宮理恵） | 「おとなのはじまり」 | ゲーム『THE IDOLM@STER』関連曲                                                                         |
| 11月20日 | THE IDOLM@STER 765PRO ALLSTARS+ GRE@TEST BEST! -COOL&BITTER!-                                                              | 天海春香（中村繪里子）、菊地真（平田宏美）、双海真美（下田麻美） | 「Honey Heartbeat（M@STER VERSION）」 | ゲーム『THE IDOLM@STER』関連曲                                                                         |
| 11月20日 | BEAUTIFUL SKY | 篠ノ之箒（日笠陽子）、セシリア・オルコット（ゆかな）、凰鈴音（下田麻美）、シャルロット・デュノア（花澤香菜）、ラウラ・ボーデヴィッヒ（井上麻里奈）、更識楯無（斎藤千和）、更識簪（三森すずこ）                                                                                         | 「BEAUTIFUL SKY」 | テレビアニメ『IS〈インフィニット・ストラトス〉2』エンディングテーマ                                    |
| 12月13日 | 法被ハピHappy!/そよ☆みこ☆とぅいんくる                                                                                      | そよたん（下田麻美）、みこたん（阿澄佳奈） | 「YOSAKOIソーラン 春夏秋冬Ver」 「ささやかな願い」 「いなせだね」 | パチンコ『CR春夏秋冬』関連曲                                                                           |
| 12月13日 | 法被ハピHappy!/そよ☆みこ☆とぅいんくる                                                                                      | そよたん（下田麻美） | 「いざ行け！いなせ丸」 「パチコ☆パピポ」 | パチンコ『CR春夏秋冬』関連曲                                                                           |
| 12月18日 | THE IDOLM@STER 765PRO ALLSTARS+ GRE@TEST BEST! -LOVE&PEACE!-                                                               | 天海春香（中村繪里子）、星井美希（長谷川明子）、高槻やよい（仁後真耶子）、双海亜美 / 真美（下田麻美）、三浦あずさ（たかはし智秋） | 「いっしょ」 | ゲーム『THE IDOLM@STER』関連曲                                                                         |
| 12月18日 | THE IDOLM@STER 765PRO ALLSTARS+ GRE@TEST BEST! -LOVE&PEACE!-                                                               | 萩原雪歩（長谷優里奈）、双海亜美 / 真美（下田麻美）、水瀬伊織（釘宮理恵）、三浦あずさ（たかはし智秋）、秋月律子（若林直美） | 「サニー」 | ゲーム『THE IDOLM@STER』関連曲                                                                         |
| 12月18日 | THE IDOLM@STER 765PRO ALLSTARS+ GRE@TEST BEST! -LOVE&PEACE!-                                                               | 双海亜美（下田麻美） | 「YOU往MY進!」 | ゲーム『THE IDOLM@STER』関連曲                                                                         |
| 12月18日 | THE IDOLM@STER 765PRO ALLSTARS+ GRE@TEST BEST! -LOVE&PEACE!-                                                               | 天海春香（中村繪里子）、如月千早（今井麻美）、双海亜美 / 真美（下田麻美）、三浦あずさ（たかはし智秋）、四条貴音（原由実）、我那覇響（沼倉愛美） | 「Happy Christmas」 | ゲーム『THE IDOLM@STER』関連曲                                                                         |
| 2014年   | | | | |
| 1月下旬  | THE IDOLM@STER ミュージックディスクコレクション AMI / MAMI & AZUSA COVER -WINTER SONGS-                                    | 双海亜美 / 真美（下田麻美） | 「雪國」 | ゲーム『THE IDOLM@STER』関連曲                                                                         |
| 1月29日  | TVアニメ「IS〈インフィニット・ストラトス〉2」Blu-ray第3巻特典CD キャラクターソング                                         | 凰鈴音（下田麻美） | 「ハッピーエンドに連れてって」 「BEAUTIFUL SKY（鈴ソロVer.）」 | テレビアニメ『IS〈インフィニット・ストラトス〉2』関連曲                                                |
| 1月29日  | M@STERPIECE | 765PRO ALLSTARS | 「M@STERPIECE」 | 劇場アニメ『THE IDOLM@STER MOVIE 輝きの向こう側へ!』テーマソング                                       |
| 1月29日  | M@STERPIECE | 765PRO ALLSTARS | 「THE IDOLM@STER（MOVIE VERSION）」 | 劇場アニメ『THE IDOLM@STER MOVIE 輝きの向こう側へ!』挿入歌                                             |
| 1月29日  | M@STERPIECE | 天海春香（中村繪里子）、星井美希（長谷川明子）、如月千早（今井麻美）、高槻やよい（仁後真耶子）、菊地真（平田宏美）、水瀬伊織（釘宮理恵）、双海亜美 / 真美（下田麻美）、三浦あずさ（たかはし智秋）、萩原雪歩（浅倉杏美）、我那覇響（沼倉愛美）、四条貴音（原由実）                      | 「M@STERPIECE（MOVIE VERSION）」 | 劇場アニメ『THE IDOLM@STER MOVIE 輝きの向こう側へ!』挿入歌                                             |
| 2月26日  | THE IDOLM@STER LIVE THE@TER PERFORMANCE 11                                                                                 | 双海真美（下田麻美） | 「DETECTIVE HIGH! 〜恋探偵物語〜」 | ゲーム『アイドルマスター ミリオンライブ!』関連曲                                                       |
| 2月26日  | THE IDOLM@STER LIVE THE@TER PERFORMANCE 11                                                                                 | 菊地真（平田宏美）、双海真美（下田麻美）、島原エレナ（角元明日香）、舞浜歩（戸田めぐみ） | 「Fu-Wa-Du-Wa」 | ゲーム『アイドルマスター ミリオンライブ!』関連曲                                                       |
| 3月5日   | Welcome Smile | スマイル☆シューター | 「Welcome Smile」 | 『スマイル☆シューター』関連曲                                                                          |
| 4月30日  | THE IDOLM@STER LIVE THE@TER PERFORMANCE 13                                                                                 | 双海亜美（下田麻美） | 「微笑んだから、気づいたんだ。」 | ゲーム『アイドルマスター ミリオンライブ!』関連曲                                                       |
| 4月30日  | THE IDOLM@STER LIVE THE@TER PERFORMANCE 13                                                                                 | 双海亜美（下田麻美）、永吉昴（斉藤佑圭）、野々原茜（小笠原早紀）、馬場このみ（高橋未奈美） | 「Bigバルーン◎」 | ゲーム『アイドルマスター ミリオンライブ!』関連曲                                                       |
| 5月14日  | MOST以上の"MOSTEST" | アーニャ（下田麻美）、ジェシカ・ヴァレンタイン（花澤香菜）、ルッカ・サーリネン（大亀あすか） | 「MOST以上の"MOSTEST"（ver.2）」 | テレビアニメ『星刻の竜騎士』エンディングテーマ                                                         |
| 6月18日  | ラムネ色 青春 | 765PRO ALLSTARS | 「ラムネ色 青春」 | 劇場アニメ『THE IDOLM@STER MOVIE 輝きの向こう側へ!』挿入歌                                             |
| 6月18日  | ラムネ色 青春 | 765PRO ALLSTARS | 「READY!!（M@STER VERSION）」 | テレビアニメ『THE IDOLM@STER』関連曲                                                                   |
| 6月18日  | ラムネ色 青春 | 天海春香（中村繪里子）、星井美希（長谷川明子）、如月千早（今井麻美）、高槻やよい（仁後真耶子）、萩原雪歩（浅倉杏美）、菊地真（平田宏美）、双海真美（下田麻美）、四条貴音（原由実）、我那覇響（沼倉愛美）                                                                               | 「自分REST@RT（M@STER VERSION）」 | テレビアニメ『THE IDOLM@STER』関連曲                                                                   |
| 7月30日  | THE IDOLM@STER LIVE THE@TER HARMONY 01                                                                                     | レジェンドデイズ | 「合言葉はスタートアップ！」 「Welcome!!」 | ゲーム『アイドルマスター ミリオンライブ!』関連曲                                                       |
| 7月30日  | THE IDOLM@STER LIVE THE@TER HARMONY 01                                                                                     | 双海亜美（下田麻美） | 「タイムマシンに飛び乗って！」 | ゲーム『アイドルマスター ミリオンライブ!』関連曲                                                       |
| 8月6日   | PETIT IDOLM@STER Twelve Campaigns! VOL.6 双海亜美・真美&こあみ・こまみ+三浦あずさ&みうらさん                               | 双海亜美 / 真美（下田麻美） | 「どっきり☆ハピバ」 | Webアニメ『ぷちます!! -プチプチ・アイドルマスター-』関連曲                                             |
| 8月27日  | THE IDOLM@STER MASTER ARTIST 3 Prologue ONLY MY NOTE                                                                       | 765PRO ALLSTARS | 「ONLY MY NOTE（M@STER VERSION）」 | ゲーム『アイドルマスター ワンフォーオール』関連曲                                                      |
| 10月1日  | 桃唄大全集！ | クシナダ（下田麻美） | 「ズバリ☆ワタシ!!」 | テレビアニメ『モモキュンソード』挿入歌                                                                 |
| 12月3日  | 星刻の竜騎士 Blu-ray/DVD第6巻初回生産特典キャラクターソングCD                                                              | アーニャ（下田麻美） | 「w.w.w?」 「MOST以上の"MOSTEST"（アーニャver.）」 | テレビアニメ『星刻の竜騎士』関連曲                                                                     |
| 2015年   | | | | |
| 1月28日  | THE IDOLM@STER LIVE THE@TER HARMONY 08                                                                                     | ミックスナッツ | 「ドリームトラベラー」 | ゲーム『アイドルマスター ミリオンライブ!』関連曲                                                       |
| 1月28日  | THE IDOLM@STER LIVE THE@TER HARMONY 08                                                                                     | 双海真美（下田麻美） | 「WOW! I NEED!! 〜シンギングモンキー 歌唱拳〜」 | ゲーム『アイドルマスター ミリオンライブ!』関連曲                                                       |
| 6月24日  | THE IDOLM@STER 765PRO LIVE THE@TER COLLECTION Vol.1                                                                        | 765PRO ALLSTARS | 「Welcome!!」 | ゲーム『アイドルマスター ミリオンライブ!』関連曲                                                       |
| 7月8日   | THE IDOLM@STER MASTER ARTIST 3 08 双海真美                                                                                 | 双海真美（下田麻美） | 「放課後ジャンプ（M@STER VERSION）」 「Do-Dai（M@STER VERSION）」 「Yeah! めっちゃホリディ」 「WHITE BREATH」 「静かな夜に願いを…（M@STER VERSION）」 「ONLY MY NOTE（M@STER VERSION）」 | ゲーム『アイドルマスター ワンフォーオール』関連曲                                                      |
| 9月30日  | THE IDOLM@STER LIVE THE@TER DREAMERS 01 Dreaming!                                                                          | MILLION ALLSTARS | 「Welcome!!」 | ゲーム『アイドルマスター ミリオンライブ!』関連曲                                                       |
| 11月11日 | THE IDOLM@STER MASTER ARTIST 3 12 双海亜美                                                                                 | 双海亜美（下田麻美） | 「トリプルAngel（M@STER VERSION）」 「コーヒー1杯のイマージュ」 「YATTA!」 「贈る言葉」 「Good-Byes（M@STER VERSION）」 「ONLY MY NOTE（M@STER VERSION）」 | ゲーム『アイドルマスター ワンフォーオール』関連曲                                                      |
| 2016年   | | | | |
| 1月27日  | THE IDOLM@STER LIVE THE@TER DREAMERS 05                                                                                    | 木下ひなた（田村奈央）、四条貴音（原由実）、豊川風花（末柄里恵）、野々原茜（小笠原早紀）、双海亜美（下田麻美）、松田亜利沙（村川梨衣）、三浦あずさ（たかはし智秋）、百瀬莉緒（山口立花子）、横山奈緒（渡部優衣）、ロコ（中村温姫）                                                     | 「Dreaming!」 | ゲーム『アイドルマスター ミリオンライブ!』関連曲                                                       |
| 1月27日  | THE IDOLM@STER LIVE THE@TER DREAMERS 05                                                                                    | 木下ひなた（田村奈央）、双海亜美（下田麻美） | 「"Your" HOME TOWN」 | ゲーム『アイドルマスター ミリオンライブ!』関連曲                                                       |
| 2月17日  | THE IDOLM@STER MASTER ARTIST 3 FINALE Destiny                                                                              | 765PRO ALLSTARS | 「Destiny（M@STER VERSION）」 | ゲーム『アイドルマスター ワンフォーオール』関連曲                                                      |
| 3月23日  | THE IDOLM@STER LIVE THE@TER DREAMERS 06                                                                                    | 大神環（稲川英里）、菊地真（平田宏美）、高坂海美（上田麗奈）、島原エレナ（角元明日香）、田中琴葉（種田梨沙）、永吉昴（斉藤佑圭）、福田のり子（浜崎奈々）、双海真美（下田麻美）、星井美希（長谷川明子）、舞浜歩（戸田めぐみ）                                                           | 「Dreaming!」 | ゲーム『アイドルマスター ミリオンライブ!』関連曲                                                       |
| 3月23日  | THE IDOLM@STER LIVE THE@TER DREAMERS 06                                                                                    | 大神環（稲川英里）、双海真美（下田麻美） | 「ジャングル☆パーティー」 | ゲーム『アイドルマスター ミリオンライブ!』関連曲                                                       |
| 7月20日  | THE IDOLM@STER PLATINUM MASTER 00 Happy!                                                                                   | 星井美希（長谷川明子）、高槻やよい（仁後真耶子）、菊地真（平田宏美）、双海亜美 / 真美（下田麻美）、四条貴音（原由実） | 「ザ・ライブ革命でSHOW!（M@STER VERSION）」 | ゲーム『アイドルマスター プラチナスターズ』関連曲                                                      |
| 8月17日  | THE IDOLM@STER PLATINUM MASTER 01 Miracle Night                                                                            | 天海春香（中村繪里子）、菊地真（平田宏美）、双海亜美 / 真美（下田麻美）、水瀬伊織（釘宮理恵） | 「Miracle Night（M@STER VERSION）」 | ゲーム『アイドルマスター プラチナスターズ』関連曲                                                      |
| 8月17日  | THE IDOLM@STER PLATINUM MASTER 01 Miracle Night                                                                            | 水瀬伊織（釘宮理恵）、三浦あずさ（たかはし智秋）、双海亜美（下田麻美） | 「SMOKY FRUITS」 | ゲーム『アイドルマスター プラチナスターズ』関連曲                                                      |
| 2017年   | | | | |
| 1月28日  | THE IDOLM@STER PRODUCER MEETING 2017 765PRO ALLSTARS -Fun to the new vision!! 会場オリジナルCD MiracleResistanceアマテラス | 双海亜美 / 真美（下田麻美） | 「Miracle Night」 | ゲーム『アイドルマスター プラチナスターズ』関連曲                                                      |
| 3月29日  | THE IDOLM@STER PLATINUM MASTER ENCORE 紅白応援V                                                                            | 765PRO ALLSTARS | 「紅白応援V」 | イベント『THE IDOLM@STER PRODUCER MEETING 2017 765PRO ALLSTARS -Fun to the new vision!!-』テーマソング |
| 3月29日  | THE IDOLM@STER PLATINUM MASTER ENCORE 紅白応援V                                                                            | 765PRO ALLSTARS | 「チェリー -PRODUCER MEETING 2017 MIX-」 「団結2010 -PRODUCER MEETING 2017 MIX-」 | イベント『THE IDOLM@STER PRODUCER MEETING 2017 765PRO ALLSTARS -Fun to the new vision!!-』関連曲       |
| 3月29日  | THE IDOLM@STER PLATINUM MASTER ENCORE 紅白応援V                                                                            | 菊地真（平田宏美）、双海亜美 / 真美（下田麻美） | 「紅白応援V 真×亜美・真美 Ver.」 | イベント『THE IDOLM@STER PRODUCER MEETING 2017 765PRO ALLSTARS -Fun to the new vision!!-』関連曲       |
| 7月26日  | THE IDOLM@STER MILLION THE@TER GENERATION 01 Brand New Theater!                                                            | 765 MILLION ALLSTARS | 「Brand New Theater!」 | ゲーム『アイドルマスター ミリオンライブ! シアターデイズ』テーマソング                                  |
| 7月26日  | THE IDOLM@STER MILLION THE@TER GENERATION 01 Brand New Theater!                                                            | 765 MILLION ALLSTARS | 「Dreaming!」 | ゲーム『アイドルマスター ミリオンライブ! シアターデイズ』関連曲                                        |
| 10月7日  | THE IDOLM@STER 765 MILLIONSTARS HOTCHPOTCH FESTIV@L!! Happy!でSHOW！                                                       | 双海亜美 / 真美（下田麻美） | 「ザ・ライブ革命でSHOW!（M@STER VERSION） 双海亜美 / 真美ソロ・リミックス」 | ゲーム『アイドルマスター プラチナスターズ』関連曲                                                      |
| 10月18日 | THE IDOLM@STER MASTER PRIMAL DANCIN' BLUE                                                                                  | 高槻やよい（仁後真耶子）、菊地真（平田宏美）、双海亜美 / 真美（下田麻美）、我那覇響（沼倉愛美） | 「Light Year Song」 | ゲーム『アイドルマスター』関連曲                                                                       |
| 10月18日 | THE IDOLM@STER MASTER PRIMAL DANCIN' BLUE                                                                                  | 高槻やよい（仁後真耶子）、双海亜美 / 真美（下田麻美） | 「Funny Logic」 | ゲーム『アイドルマスター』関連曲                                                                       |
| 12月22日 | THE IDOLM@STER STELLA MASTER 00 ToP!!!!!!!!!!!!!                                                                           | 765PRO ALLSTARS | 「ToP!!!!!!!!!!!!!（M＠STER VERSION）」 | ゲーム『アイドルマスター ステラステージ』関連曲                                                        |
| 12月27日 | THE IDOLM@STER MILLION THE@TER GENERATION 03 エンジェルスターズ                                                            | エンジェルスターズ | 「Brand New Theater!」 | ゲーム『アイドルマスター ミリオンライブ! シアターデイズ』関連曲                                        |
| 2018年   | | | | |
| 1月5日   | THE IDOLM@STER ニューイヤーライブ!! 初星宴舞 会場オリジナルCD                                                              | 双海亜美（下田麻美） | 「SMOKY FRUITS」 | ゲーム『アイドルマスター プラチナスターズ』関連曲                                                      |
| 1月5日   | THE IDOLM@STER ニューイヤーライブ!! 初星宴舞 会場オリジナルCD                                                              | 如月千早（今井麻美）、萩原雪歩（浅倉杏美）、双海真美（下田麻美） | 「静かな夜に願いを…（M@STER VERSION）」 | ゲーム『アイドルマスター ワンフォーオール』関連曲                                                      |
| 1月5日   | THE IDOLM@STER ニューイヤーライブ!! 初星宴舞 会場オリジナルCD                                                              | 高槻やよい（仁後真耶子）、秋月律子（若林直美）、三浦あずさ（たかはし智秋）、双海亜美（下田麻美） | 「Good-Byes（M@STER VERSION）」 | ゲーム『アイドルマスター ワンフォーオール』関連曲                                                      |
| 1月5日   | THE IDOLM@STER LIVE THE@TER SOLO COLLECTION 05 765PRO ALLSTARS                                                             | 双海亜美（下田麻美） | 「"Your" HOME TOWN」 | ゲーム『アイドルマスター ミリオンライブ！』関連曲                                                      |
| 1月5日   | THE IDOLM@STER LIVE THE@TER SOLO COLLECTION 05 765PRO ALLSTARS                                                             | 双海真美（下田麻美） | 「ジャングル☆パーティー」 | ゲーム『アイドルマスター ミリオンライブ！』関連曲                                                      |
| 3月14日  | THE IDOLM@STER STELLA MASTER 02 星彩ステッパー                                                                             | 水瀬伊織（釘宮理恵）、双海亜美 / 真美（下田麻美）、星井美希（長谷川明子） | 「星彩ステッパー（M@STER VERSION）」 | ゲーム『アイドルマスター ステラステージ』関連曲                                                        |
| 4月4日   | THE IDOLM@STER MILLION LIVE! M@STER SPARKLE 08                                                                             | 765 MILLION ALLSTARS | 「Brand New Theater!」 | ゲーム『アイドルマスター ミリオンライブ！ シアターデイズ』関連曲                                       |
| 4月18日  | THE IDOLM@STER STELLA MASTER 03 そしてぼくらは旅にでる                                                                     | 天海春香（中村繪里子）、菊地真（平田宏美）、双海真美（下田麻美） | 「咲きませ!!乙女塾」 | ゲーム『アイドルマスター ステラステージ』関連曲                                                        |
| 5月16日  | HYPNO | アリア（下田麻美） | 「Are You Ready? Go Liiiiiiive!!」 | テレビアニメ『Caligula -カリギュラ-』関連曲                                                            |
| 6月13日  | THE IDOLM@STER STELLA MASTER ENCORE shy→shining                                                                            | 765PRO ALLSTARS | 「shy→shining（M@STER VERSION）」 | ゲーム『アイドルマスター ステラステージ』関連曲                                                        |
| 6月13日  | THE IDOLM@STER STELLA MASTER ENCORE shy→shining                                                                            | 双海亜美（下田麻美） | 「shy→shining（M@STER VERSION）」 | ゲーム『アイドルマスター ステラステージ』関連曲                                                        |
| 6月13日  | THE IDOLM@STER STELLA MASTER ENCORE shy→shining                                                                            | 双海真美（下田麻美） | 「shy→shining（M@STER VERSION）」 | ゲーム『アイドルマスター ステラステージ』関連曲                                                        |
| 8月29日  | THE IDOLM@STER MILLION THE@TER GENERATION 11 UNION!!                                                                       | 765 MILLION ALLSTARS | 「UNION!!」 「Welcome!!」 | ゲーム『アイドルマスター ミリオンライブ！ シアターデイズ』関連曲                                       |
| 11月28日 | プリンセスコネクト！Re:Dive PRICONNE CHARACTER SONG 06                                                                     | ジュン（川澄綾子）、クリスティーナ（たかはし智秋）、トモ（茅原実里）、マツリ（下田麻美） | 「Aloofness Code」 | ゲーム『プリンセスコネクト！Re:Dive』挿入歌                                                            |
| 2019年   | | | | |
| 1月9日   | THE IDOLM@STER 初星-mix | 765PRO ALLSTARS | 「THE IDOLM@STER 初星-mix」 | ライブイベント『THE IDOLM@STER ニューイヤーライブ!! 初星宴舞』関連曲                                   |
| 1月30日  | THE IDOLM@STER ニューイヤーライブ!! 初星宴舞 LIVE Blu-ray 絢爛装丁版 特典CD                                                | 765PRO ALLSTARS | 「THE IDOLM@STER 初星-mix ロングイントロver.」 | ライブイベント『THE IDOLM@STER ニューイヤーライブ!! 初星宴舞』関連曲                                   |
| 6月26日  | THE IDOLM@STER MILLION THE@TER GENERATION 18 765PRO ALLSTARS                                                               | 765PRO ALLSTARS | 「LEADER!!」 「Brand New Theater!」 | ゲーム『アイドルマスター ミリオンライブ！ シアターデイズ』関連曲                                       |
| 7月24日  | THE IDOLM@STER MILLION THE@TER WAVE 01 Flyers!!!                                                                           | 765 MILLION ALLSTARS | 「Flyers!!!」 | ゲーム『アイドルマスター ミリオンライブ！ シアターデイズ』関連曲                                       |
| 2020年   | | | | |
| 8月26日  | THE IDOLM@STER MILLION THE@TER WAVE 10 Glow Map                                                                            | 765 MILLION ALLSTARS | 「Glow Map」 | ゲーム『アイドルマスター ミリオンライブ！ シアターデイズ』関連曲                                       |
| 11月11日 | THE IDOLM@STER MASTER ARTIST 4 06 双海亜美                                                                                 | 双海亜美（下田麻美） | 「ポジティブシンカー！」 「DIVE TO WORLD」 「MONSTER DANCE」 「マジで...!?」 「New Me, Continued」 | 『アイドルマスター』関連曲                                                                             |
| 2021年   | | | | |
| 5月26日  | THE IDOLM@STER MILLION THE@TER WAVE 17 ARMooo                                                                              | ARMooo | 「フリースタイル・トップアイドル！」 「ウェイ・ダ・アイドル」 | ゲーム『アイドルマスター ミリオンライブ！ シアターデイズ』関連曲                                       |
| 6月16日  | THE IDOLM@STER MASTER ARTIST 4 13 双海真美                                                                                 | 双海真美（下田麻美） | 「セクシータイフーン」 「新宝島」 「女々しくて」 「マジで…!?」 「New Me, Continued」 | 『アイドルマスター』関連曲                                                                             |
| 7月28日  | THE IDOLM@STER MILLION THE@TER SEASON Harmony 4 You                                                                        | 765 MILLION ALLSTARS | 「Harmony 4 You」 | ゲーム『アイドルマスター ミリオンライブ！ シアターデイズ』関連曲                                       |
| 7月28日  | THE IDOLM@STER MILLION THE@TER SEASON Harmony 4 You                                                                        | 765PRO ALLSTARS | 「EVERYDAY STARS!!」 | ゲーム『アイドルマスター ミリオンライブ！ シアターデイズ』関連曲                                       |
| 10月6日  | THE IDOLM@STER STARLIT SEASON 00 GR@TITUDE                                                                                 | Project LUMINOUS | 「GR@TITUDE」 | ゲーム『アイドルマスター スターリットシーズン』テーマソング                                            |
| 10月6日  | THE IDOLM@STER STARLIT SEASON 00 GR@TITUDE 日本コロムビア盤                                                                | 765PRO ALLSTARS | 「GR@TITUDE」 | ゲーム『アイドルマスター スターリットシーズン』テーマソング                                            |
| 10月27日 | THE IDOLM@STER MILLION THE@TER SEASON BRIGHT DIAMOND                                                                       | 百瀬莉緒（山口立花子）、萩原雪歩（浅倉杏美）、田中琴葉（種田梨沙）、双海真美（下田麻美） | 「真夏のダイヤ☆」 | ゲーム『アイドルマスター ミリオンライブ！ シアターデイズ』関連曲                                       |
| 10月27日 | THE IDOLM@STER MILLION THE@TER SEASON BRIGHT DIAMOND                                                                       | BRIGHT DIAMOND | 「ダイヤモンド・クラリティ」 「Harmony 4 You」 | ゲーム『アイドルマスター ミリオンライブ！ シアターデイズ』関連曲                                       |
| 12月1日  | THE IDOLM@STER STARLIT SEASON 01                                                                                           | Project LUMINOUS | 「THE IDOLM@STER」 | ゲーム『アイドルマスター スターリットシーズン』関連曲                                                  |
| 12月1日  | THE IDOLM@STER STARLIT SEASON 01                                                                                           | 765PRO ALLSTARS、MILLIONSTARS | 「Thank you!」 | ゲーム『アイドルマスター スターリットシーズン』関連曲                                                  |
| 12月1日  | THE IDOLM@STER STARLIT SEASON 01                                                                                           | 765PRO ALLSTARS、シャイニーカラーズ | 「Spread the Wings!!」 | ゲーム『アイドルマスター スターリットシーズン』関連曲                                                  |
| 2022年   | | | | |
| 1月19日  | THE IDOLM@STER STARLIT SEASON 02                                                                                           | 765PRO ALLSTARS、シャイニーカラーズ | 「READY!!」 | ゲーム『アイドルマスター スターリットシーズン』関連曲                                                  |
| 1月19日  | THE IDOLM@STER STARLIT SEASON 02                                                                                           | 765PRO ALLSTARS、CINDERELLA GIRLS、MILLIONSTARS | 「Brand New Theater!」 | ゲーム『アイドルマスター スターリットシーズン』関連曲                                                  |
| 1月19日  | THE IDOLM@STER STARLIT SEASON 02                                                                                           | 星井美希（長谷川明子）、萩原雪歩（浅倉杏美）、高槻やよい（仁後真耶子）、双海亜美 / 真美（下田麻美）、城ヶ崎美嘉（佳村はるか）、諸星きらり（松嵜麗）、伊吹翼（Machico）、桜守歌織（香里有佐）、小宮果穂（河野ひより）、奧空心白（田中あいみ）                                           | 「夏のBang!!」 | ゲーム『アイドルマスター スターリットシーズン』関連曲                                                  |
| 3月2日   | THE IDOLM@STER STARLIT SEASON 03                                                                                           | 765PRO ALLSTARS、MILLIONSTARS | 「UNION!!」 | ゲーム『アイドルマスター スターリットシーズン』関連曲                                                  |
| 3月2日   | THE IDOLM@STER STARLIT SEASON 03                                                                                           | 星井美希（長谷川明子）、萩原雪歩（浅倉杏美）、高槻やよい（仁後真耶子）、双海亜美 / 真美（下田麻美）、城ヶ崎美嘉（佳村はるか）、諸星きらり（松嵜麗）、伊吹翼（Machico）、桜守歌織（香里有佐）、小宮果穂（河野ひより）、田中摩美々（菅沼千紗）、奧空心白（田中あいみ）、亜夜（日高里菜） | 「全力★ドリーミングガールズ」 | ゲーム『アイドルマスター スターリットシーズン』関連曲                                                  |
| 4月13日  | THE IDOLM@STER STARLIT SEASON 04                                                                                           | 765PRO ALLSTARS | 「IDOL☆HEART」 | ゲーム『アイドルマスター スターリットシーズン』関連曲                                                  |
| 4月13日  | THE IDOLM@STER STARLIT SEASON 04                                                                                           | Project LUMINOUS、DIAMANT | 「GR＠TITUDE」 | ゲーム『アイドルマスター スターリットシーズン』関連曲                                                  |
| 4月13日  | THE IDOLM@STER STARLIT SEASON 04                                                                                           | 765PRO ALLSTARS、奥空心白（田中あいみ）、亜夜（日高里菜） | 「なんどでも笑おう」 | ゲーム『アイドルマスター スターリットシーズン』関連曲                                                  |
| 4月27日  | THE IDOLM@STER MILLION LIVE! M@STER SPARKLE2 06                                                                            | 双海真美（下田麻美） | 「ユニーク・スター・プレイヤー！」 | ゲーム『アイドルマスター ミリオンライブ！ シアターデイズ』関連曲                                       |
| 7月9日   | THE IDOLM@STER LIVE THE@TER SOLO COLLECTION 10 765PRO ALLSTARS                                                             | 双海亜美（下田麻美） | 「合言葉はスタートアップ！」 | ゲーム『アイドルマスター ミリオンライブ！』関連曲                                                      |
| 7月9日   | THE IDOLM@STER LIVE THE@TER SOLO COLLECTION 10 765PRO ALLSTARS                                                             | 双海真美（下田麻美） | 「真夏のダイヤ☆」 | ゲーム『アイドルマスター ミリオンライブ！ シアターデイズ』関連曲                                       |
| 7月9日   | THE IDOLM@STER 765PRO ALLSTARS LIVE SUNRICH COLORFUL コロムビア会場オリジナルCD                                            | 双海亜美 / 真美（下田麻美） | 「Light Year Song」 | ゲーム『アイドルマスター』関連曲                                                                       |
| 7月27日  | THE IDOLM@STER MILLION THE@TER SEASON 夢にかけるRainbow                                                                    | 765 MILLION ALLSTARS | 「夢にかけるRainbow」 | ゲーム『アイドルマスター ミリオンライブ！ シアターデイズ』関連曲                                       |
| 7月27日  | THE IDOLM@STER MILLION THE@TER SEASON 夢にかけるRainbow                                                                    | エンジェルスターズ | 「夢にかけるRainbow」 | ゲーム『アイドルマスター ミリオンライブ！ シアターデイズ』関連曲                                       |
| 8月31日  | THE IDOLM@STER MILLION LIVE! M@STER SPARKLE2 08                                                                            | 双海亜美（下田麻美） | 「オン・ステージ・プレイヤー！」 | ゲーム『アイドルマスター ミリオンライブ！ シアターデイズ』関連曲                                       |
| 10月26日 | THE IDOLM@STER MILLION THE@TER SEASON SHADE OF SPADE                                                                       | SHADE OF SPADE | 「ESPADA」 「Harmony 4 You」 | ゲーム『アイドルマスター ミリオンライブ！ シアターデイズ』関連曲                                       |
| 10月26日 | THE IDOLM@STER MILLION THE@TER SEASON SHADE OF SPADE                                                                       | 永吉昴（斉藤佑圭）、双海亜美（下田麻美）、エミリー スチュアート（郁原ゆう）、北沢志保（雨宮天） | 「スペードのQ」 | ゲーム『アイドルマスター ミリオンライブ！ シアターデイズ』関連曲                                       |
| 12月14日 | THE IDOLM@STER MILLION THE@TER VARIETY 02                                                                                  | 矢吹可奈（木戸衣吹）、伊吹翼（Machico）、天空橋朋花（小岩井ことり）、北上麗花（平山笑美）、双海真美（下田麻美） | 「ミスティック・セレモニーへの招待状」 | ゲーム『アイドルマスター ミリオンライブ！ シアターデイズ』関連曲                                       |
| 12月14日 | THE IDOLM@STER MILLION THE@TER VARIETY 02                                                                                  | 765 MILLION ALLSTARS | 「Brand New Theater! 〜Brand New Year Ver.〜」 | ゲーム『アイドルマスター ミリオンライブ！ シアターデイズ』関連曲                                       |
| 2023年   | | | | |
| 1月25日  | プリンセスコネクト！Re:Dive PRICONNE CHARACTER SONG 31                                                                     | マツリ（下田麻美）、クリスティーナ（たかはし智秋） | 「Knight's Soul」 | ゲーム『プリンセスコネクト！Re:Dive』挿入歌                                                            |
| 1月25日  | プリンセスコネクト！Re:Dive PRICONNE CHARACTER SONG 31                                                                     | マツリ（下田麻美） | 「Knight's Soul」 | ゲーム『プリンセスコネクト！Re:Dive』関連曲                                                            |
| 2月11日  | THE IDOLM@STER M@STERS OF IDOL WORLD!!!!! 2023 なんどでも笑おう                                                            | 765PRO ALLSTARS | 「なんどでも笑おう」 | 「アイドルマスターシリーズ」関連曲                                                                     |
| 2月11日  | THE IDOLM@STER M@STERS OF IDOL WORLD!!!!! 2023 なんどでも笑おう                                                            | 双海亜美 / 真美（下田麻美） | 「なんどでも笑おう」 | 「アイドルマスターシリーズ」関連曲                                                                     |
| 2月22日  | THE IDOLM@STER MILLION THE@TER SEASON FINAL                                                                                | 篠宮可憐（近藤唯）、双海真美（下田麻美）、四条貴音（原由実）、エミリー スチュアート（郁原ゆう）、豊川風花（末柄里恵） | 「Like twinkling STARS」 | ゲーム『アイドルマスター ミリオンライブ！ シアターデイズ』関連曲                                       |
| 3月23日  | THE IDOLM@STER 765 MILLION ALLSTARS BEST                                                                                   | 765 MILLION ALLSTARS | 「Thank You!（765 MILLION ALLSTARS ver.）」 「夢にかけるRainbow（Brand New Ver.）」 「Crossing!」 | ゲーム『アイドルマスター ミリオンライブ！ シアターデイズ』関連曲                                       |
| 7月26日  | THE IDOLM@STER 765PRO LIVE THE@TER COLLECTION Vol.2                                                                        | 765PRO ALLSTARS | 「Dreaming!」 「UNION!!」 「Flyers!!!」 「Glow Map」 「Harmony 4 You」 「夢にかけるRainbow」 | ゲーム『アイドルマスター ミリオンライブ！ シアターデイズ』関連曲                                       |
| 7月26日  | THE IDOLM@STER 765PRO LIVE THE@TER COLLECTION Vol.2                                                                        | 双海亜美 / 真美（下田麻美） | 「ユニーク・スターズ・オン・ステージ!!」 | ゲーム『アイドルマスター ミリオンライブ！ シアターデイズ』関連曲                                       |
| 7月26日  | THE IDOLM@STER MILLION LIVE! グッドサイン                                                                                  | 765 MILLION ALLSTARS | 「グッドサイン」 | ゲーム『アイドルマスター ミリオンライブ！ シアターデイズ』関連曲                                       |
| 7月26日  | THE IDOLM@STER MILLION LIVE! グッドサイン                                                                                  | 765PRO ALLSTARS | 「グッドサイン」 | ゲーム『アイドルマスター ミリオンライブ！ シアターデイズ』関連曲                                       |
| 2024年   | | | | |
| 6月26日  | THE IDOLM@STER MILLION MOVEMENT OF ASTROLOGIA 01 SunRiser                                                                  | 双海亜美（下田麻美）、秋月律子（若林直美）、星井美希（長谷川明子）、高槻やよい（仁後真耶子）、双海真美（下田麻美） | 「SunRiser」 | ゲーム『アイドルマスター ミリオンライブ！ シアターデイズ』関連曲                                       |
| 7⽉31⽇  | THE IDOLM@STER MILLION LIVE! 7Days A Week!!                                                                                | 765 MILLION ALLSTARS | 「7Days A Week!!」 「DIAMOND DAYS」 | ゲーム『アイドルマスター ミリオンライブ！ シアターデイズ』関連曲                                       |
| 7⽉31⽇  | THE IDOLM@STER LIVE THE@TER SOLO COLLECTION 「DIAMOND DAYS」 765PRO ALLSTARS                                               | 双海亜美（下田麻美） | 「DIAMOND DAYS」 | ゲーム『アイドルマスター ミリオンライブ！ シアターデイズ』関連曲                                       |
| 7⽉31⽇  | THE IDOLM@STER LIVE THE@TER SOLO COLLECTION 「DIAMOND DAYS」 765PRO ALLSTARS                                               | 双海真美（下田麻美） | 「DIAMOND DAYS」 | ゲーム『アイドルマスター ミリオンライブ！ シアターデイズ』関連曲                                       |

### その他参加楽曲
| 発売日   | 商品名 | 歌                                        | 楽曲                                                            | 備考                                                          |
| 2007年   | 2007年 | 2007年                                    | 2007年                                                          | 2007年                                                        |
| -------- | --- | ----------------------------------------- | --------------------------------------------------------------- | ------------------------------------------------------------- |
| 5月30日  | THE IDOLM@STER RADIO TOP×TOP!                                                                                            | たかはし智秋、今井麻美、下田麻美          | 「CAT'S EYE」                                                   |                                                               |
| 2008年   | |                                           |                                                                 |                                                               |
| 6月4日   | THE IDOLM@STER RADIO COLORFUL MEMORIES                                                                                   | たかはし智秋、今井麻美、下田麻美          | 「おジャ魔女カーニバル!!」                                      | ラジオ『THE IDOLM@STER RADIO』関連曲                          |
| 12月25日 | トランス北斗の拳 | クリスタルキング with 桃井はるこ&下田麻美 | 「愛をとりもどせ!!（DJ KOO MIX）」                              | 『北斗の拳』25周年記念オフィシャル・アルバム                  |
| 12月25日 | トランス北斗の拳 | 滝田樹里、下田麻美                        | 「TOUGH BOY（Black Jaxx MIX）」 「TOUGH BOY（戸田宏武 REMIX）」 | 『北斗の拳』25周年記念オフィシャル・アルバム                  |
| 12月25日 | トランス北斗の拳 | 下田麻美                                  | 「LOVE SONG（quad MIX）」                                       | 『北斗の拳』25周年記念オフィシャル・アルバム                  |
| 2009年   | |                                           |                                                                 |                                                               |
| 3月25日  | THE IDOLM@STER RADIO 歌道場                                                                                              | 下田麻美                                  | 「夢芝居」                                                      | ラジオ『THE IDOLM@STER RADIO』関連曲                          |
| 3月27日  | 鈴村健一の超人タイツ ジャイアント 続・思い出のヒーローソング集                                                           |                                           | 「」                                                            | Webテレビ番組『鈴村健一の超人タイツ』関連曲                   |
| 11月4日  | 7ブンノ5デイズ/メジルシは君さ                                                                                            | 超ラジ!Girls                              | 「7ブンノ5デイズ」                                              | ラジオ『Voice of A&G Digital 超ラジ!Girls』オープニングテーマ |
| 11月4日  | 7ブンノ5デイズ/メジルシは君さ                                                                                            | 超ラジ!Girls                              | 「メジルシは君さ」                                              | ラジオ『Voice of A&G Digital 超ラジ!Girls』エンディングテーマ |
| 11月25日 | ユニバーサルエンターテインメント パチスロサウンドコレクション 第3弾〜緑ドン 青ドン 花火の極 オリジナルサウンドトラック〜 |                                           |                                                                 |                                                               |
| 2010年   | |                                           |                                                                 |                                                               |
| 2月3日   | 悪ノ娘〜凄艶のジェミニ〜 ボーカル&サウンドトラック                                                                       | 鏡音リン feat.下田麻美                    | 「悪ノ娘」 「リグレットメッセージ」                             | 舞台『悪ノ娘〜凄艶のジェミニ〜』関連曲                        |
| 2月3日   | 悪ノ娘〜凄艶のジェミニ〜 ボーカル&サウンドトラック                                                                       | 鏡音レン feat.下田麻美                    | 「悪ノ召使」                                                    | 舞台『悪ノ娘〜凄艶のジェミニ〜』関連曲                        |
| 2月3日   | 悪ノ娘〜凄艶のジェミニ〜 ボーカル&サウンドトラック                                                                       | 鏡音リン・レン feat.下田麻美              | 「トワイライトプランク」                                        | 舞台『悪ノ娘〜凄艶のジェミニ〜』関連曲                        |
| 2011年   | |                                           |                                                                 |                                                               |
| 3月2日   | ラストエンゲージ | Secret Character                          | 「ラストエンゲージ」                                            | ゲーム『魔界戦記ディスガイア4』オープニングテーマ             |
| 4月13日  | THE IDOLM@STER STATION!!! THIRD TRAVEL WANTED!!!                                                                         | 今井麻美、原由実、沼倉愛美、下田麻美      | 「恋愛レボリューション21」                                      | ラジオ『THE IDOLM@STER STATION!!!』関連曲                     |
| 8月26日  | 井上麻里奈・下田麻美のIT革命! Expansion!                                                                                 | 井上麻里奈、下田麻美                      | 「恋のマウスtoマウス Type-I」                                   | ラジオ『井上麻里奈・下田麻美のIT革命!』テーマソング           |
| 11月30日 | パチスロ 赤ドン 雅 SOUND COLLECTION                                                                                      |                                           |                                                                 |                                                               |
| 12月21日 | 太鼓の達人 オリジナルサウンドトラック「ドンダフル!」                                                                     | 下田麻美、鏡音リン、鏡音レン              | 「わんにゃーワールド」                                          | ゲーム『太鼓の達人』挿入歌                                    |
| 12月21日 | 太鼓の達人 オリジナルサウンドトラック「ドンダフル!」                                                                     | 下田麻美                                  | 「どろろんガール」                                              | ゲーム『太鼓の達人』挿入歌                                    |
| 2012年   | |                                           |                                                                 |                                                               |
| 1月13日  | 井上麻里奈・下田麻美のIT革命! Expansion! Vol.2                                                                           | 井上麻里奈、下田麻美                      | 「ワンクリック・ラヴァー」                                      | ラジオ『井上麻里奈・下田麻美のIT革命!』テーマソング           |
| 10月3日  | ドンちゃんシリーズ うたべすと                                                                                            |                                           |                                                                 |                                                               |
| 2013年   | |                                           |                                                                 |                                                               |
| 7月24日  | ラジオdeアイマCHU!! スペシャルCD                                                                                         | Honey Citrus                              | 「Mon Chéri」 「れでぃお☆マジかる」                             | ラジオ『ラジオdeアイマCHU!!』テーマソング                     |
| 2016年   | |                                           |                                                                 |                                                               |
| 11月23日 | 7S | 96猫、下田麻美                            | 「鬼KYOKAN」                                                    |                                                               |
| 2017年   | |                                           |                                                                 |                                                               |
| 12月20日 | EXIT TUNES PRESENTS Kagaminext feat. 鏡音リン、鏡音レン -10th ANNIVERSARY BEST-                                          | DATEKEN feat.下田麻美                     | 「蜜月アン・ドゥ・トロワ」                                      |                                                               |

### 未音源化楽曲
| 発表時期 | 楽曲                    | 歌 | 備考                                                 |
| -------- | ----------------------- | --- | ---------------------------------------------------- |
| 2014年   | 「MOST以上の"MOSTEST"」 | エーコ（伊瀬茉莉也）、シルヴィア（佐倉綾音）、レベッカ（井上麻里奈）、アーニャ（下田麻美）、ジェシカ・ヴァレンタイン（花澤香菜）、ルッカ・サーリネン（大亀あすか） | テレビアニメ『星刻の竜騎士』第12話エンディングテーマ |

### 作詞
- I never lose（2007年）
- 彼方の涙（2008年）
- Prism（2009年）
- lost（2010年）
- もう一度（2012年）

## コラム
- 下田麻美のあんたがいると助かるよ（2009年5月号 - 2010年5月号、アニカン）
- 下田麻美の趣味：ショートソング（2010年6月号 - 時期不明、アニカン）